# Mayas de Tabasco
Dos siglos antes del inicio de la era cristiana, en el territorio tabasqueño existían poblados de pescadores y cultivadores. La ciudad maya de Aguada Fénix constituye la población maya más antigua hasta ahora descubierta en Mesoamérica, ya que su construcción data del año 1000 a. C. En la región de la Chontalpa, las poblaciones como Comalcalco, Zapotal, San Miguel, Tierra Nueva, Tecominoacán y El Bellote, estaban ya bien establecidas desde el 600 a. C., aunque con una historia hasta ahora poco conocida. En el oriente de Tabasco existían aldeas, que serían las futuras ciudades mayas más importantes del período Clásico: Tortuguero, Moral Reforma, Santa Elena, San Claudio, Pomoná, Panhalé, Honochtah (Jonuta), Tiradero, El Arenal, La Carmelita y Nueva Esperanza.
Durante el período Clásico, los mayas de Tabasco ocuparon parte de las tierras bajas de la llanura costera hasta el río Mezcalapa y aprovecharon la diversidad ambiental de la región para cultivar una gran cantidad de frutos, así como para establecer una extensa red de comunicación fluvial, que los convertiría en los grandes comerciantes de la región Mesoamericana.
En esta era, lograron construir grandes capitales de señoríos que lucharon intensamente tanto por su autonomía e independencia, como por obtener mayores tributos y poder, contra otras ciudades rivales tanto de la cuenca del Usumacinta, como con la de El Petén, conflicto que a la postre los llevaría a la desintegración.
Durante el Posclásico, Tabasco se caracterizó por una organización más simple, estructurada regionalmente en pequeñas provincias que, en el siglo XVI, enfrentaron a poderío de las armas de fuego de los conquistadores españoles.

## Historia

### Período Preclásico (2500 a.C. - 250 d.C.)

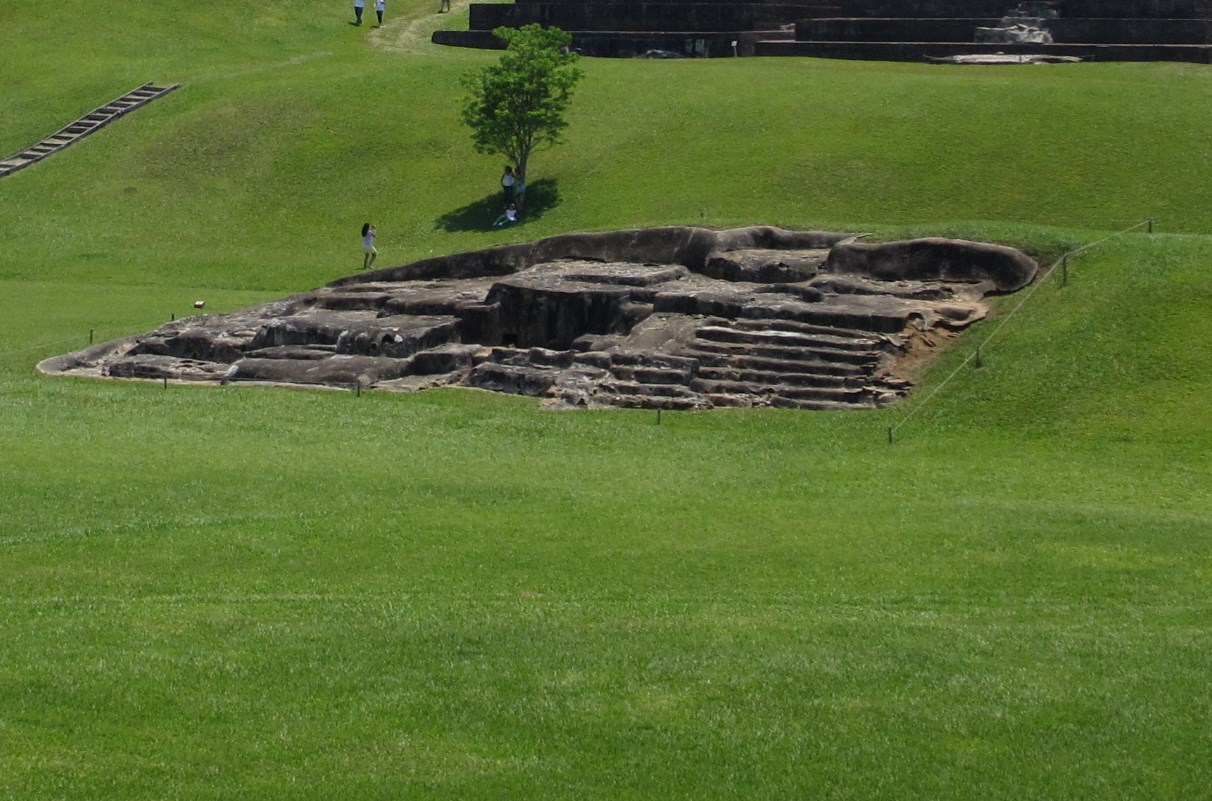
En Comalcalco los mayas del preclásico tardío, edificaron las primeras construcciones de tierra recubierta de estuco.

Según una teoría, los descendientes de los olmecas emigraron a la zona del Petén guatemalteco, donde posteriormente se mezclaron con la gente del lugar originando a los "protomayas". Durante esta migración, varios de estos grupos se quedaron y se asentaron en la llanura costera tabasqueña, en la región que más tarde sería conocida como la "Chontalpa" en el delta del entonces río Mezcalapa (hoy río Seco) y que desembocaba al golfo de México por la barra de Dos Bocas, dando origen de esta forma, a la civilización maya en Tabasco.
Las evidencias más tempranas de ocupación maya del territorio que hoy comprende el estado de Tabasco durante el período Preclásico, corresponden a poblados costeros de pescadores y cultivadores como El Bellote. Mientras que en la región de Los Ríos en el oriente de Tabasco, los primeros signos de ocupación del territorio datan de finales del Preclásico medio (1200 - 400 a. C.). 
La construcción de Aguada Fénix ha sido fechada  en el 1000 a. C. colocándola como la ciudad maya más antigua, y marca el paso de la civilización maya del nomadismo a un estilo de vida sedentario, y el inicio de la construcción de las ciudades-estado mayas. En Aguada Fénix se localiza una impresionante plataforma de tierra con un volumen de 3,8 millones de metros cúbicos, lo que convierte a esta plataforma en la construcción antigua más grande del mundo. Construida a base de plataformas de arcilla, algo inusual en la civilización maya, Aguada Fénix fue descubirta en el año 2017 gracias a la tecnología LIDAR que con láser permite realizar un mapeo aéreo.
Es a partir del Preclásico tardío (400 a. C. - 250 d. C.), cuando se inicia en la ciudad de Comalcalco la edificación de construcciones de tierra con recubrimientos de estuco.

### Período Clásico (250 - 900 d.C.)
Este período abarca desde los años 250 a 900 d. C. aproximadamente. Recibe este nombre porque en un principio se creyó que fue el grupo sacerdotal el que ejerció el poder político y que toda la vida económica, social y cultural se desarrolló en torno a la religión.
Los grupos sacerdotales, tuvieron gran importancia en el gobierno de los Estados mayas del Clásico; pero, nunca fueron dirigentes. Existía en las ciudades-estado una clase noble y en todo caso, eran los guerreros quienes concentraban el poder, lo que confirma por qué las ciudades estaban en permanente guerra unas con otras.
Se incrementó notablemente la agricultura como actividad económica básica, la cual era practicada por grandes contingentes de labradores, propiciando una compleja división del trabajo y en consecuencia una fuerte estratificación social.
Las principales ciudades mayas de este período fueron: Comalcalco en la región de la Chontalpa; mientras que en la llamada cuenca del Usumacinta destacaron: Moral Reforma, Santa Elena, Tiradero, Tierra Blanca y El Arenal en Balancán, Pomoná, Panhalé y San Claudio, en Tenosique, Tortuguero en Macuspana y Honochtah en Jonuta.
Comalcalco, cuyo nombre original era Joy Chan, es una necrópolis del período clásico maya (del siglo I a. C. al siglo IX d. C.) construida con ladrillos y estuco de concha de ostión. Este sitio está considerado como el más occidental de la cultura maya. El sitio se ubica en el área central de la Chontalpa, sobre la ribera este del extinto río Mezcalapa hoy llamado río Seco, entre los vestigios de lo que fue una inmensa selva tropical. 

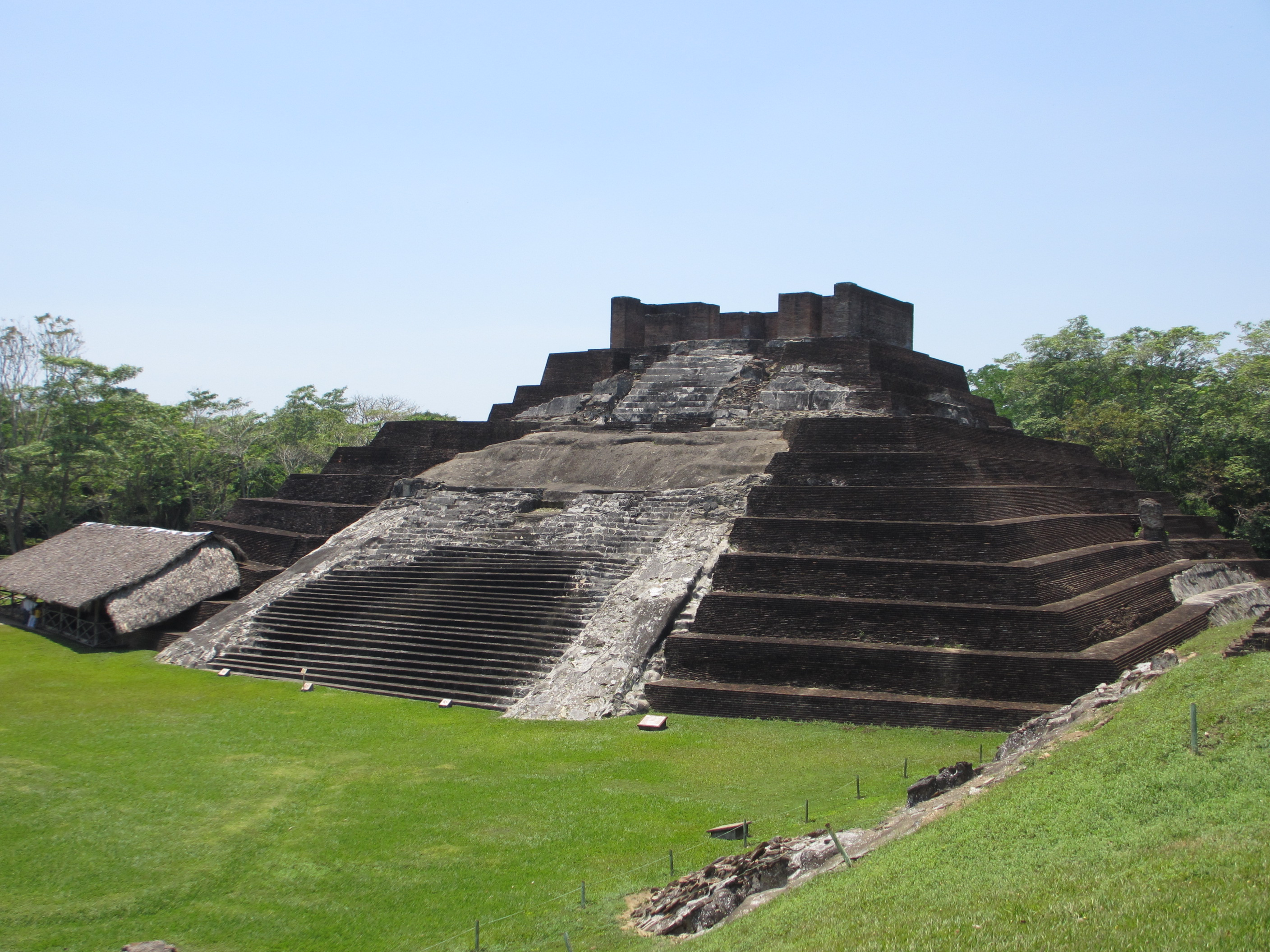
Comalcalco.

En Comalcalco se distinguen dos épocas constructivas. La primera, cuando a partir del Preclásico superior, se inicia la edificación de construcciones de tierra con recubrimientos de estuco. Y la segunda época se da durante el período Clásico tardío, cuando se inicia el apogeo del sitio, manifestándose con la construcción de edificios de ladrillo y estuco, que fueron edificados sobre las antiguas construcciones de tierra.
Comalcalco se convirtió en un importante y estratégico punto comercial en la región de la Chontalpa. Su situación geográfica próxima al entonces margen del río Mezcalapa o Dos Bocas (hoy río Seco), le proporcionó una posición privilegiada para el tráfico interregional de mercancías entre la costa del Golfo y la península de Yucatán respecto al área del río Usumacinta, así como del Altiplano central y el extremo norte del Golfo de México. Esta importante posición estratégica de la ciudad, motivó el desarrollo de diversas guerras entre ciudades mayas por el domínio y control del sitio.
La ciudad maya de Tortuguero, cuyo nombre original era Baakul se localiza en las llamadas "llanuras intermedias" entre las estribaciones de la sierra del sur tabasqueño y la planicie costera del golfo de México, en las "tierras bajas noroccidentales mayas", cuya altura sobre el nivel del mar no excede los 800 m. y su nombre moderno se debe a que se ubica en las faldas del cerro llamado "El Tortuguero".
Tortuguero por la situación geográfica, ha sido catalogada como de suma relevancia para el desarrollo y auge de la cultura maya en las tierras bajas noroccidentales. Su importancia reside en que fue un centro ceremonial, administrativo y punto estratégico para el sometimiento de las ciudades circunvecinas, gracias al apoyo de Palenque.
La importancia de Tortuguero, se basó en las relaciones político-económicas con su vecina Palenque, esta relación se dio entre los siglos VI y VII con el reino de Pakal, sirviendo Tortuguero como un escudo protector y una herramienta expansionista de Palenque, lo que motivó que Tortuguero atacara y derrotara a Comalcalco. Sin embargo, años más terde, la rivalidad familiar entre los gobernantes de Palenque y Tortuguero, provocaría una ruptura entre ambas poblaciones, motivando que Tortuguero atacara varias poblaciones sujetas a Palenque, entre ellas Comalcalco.

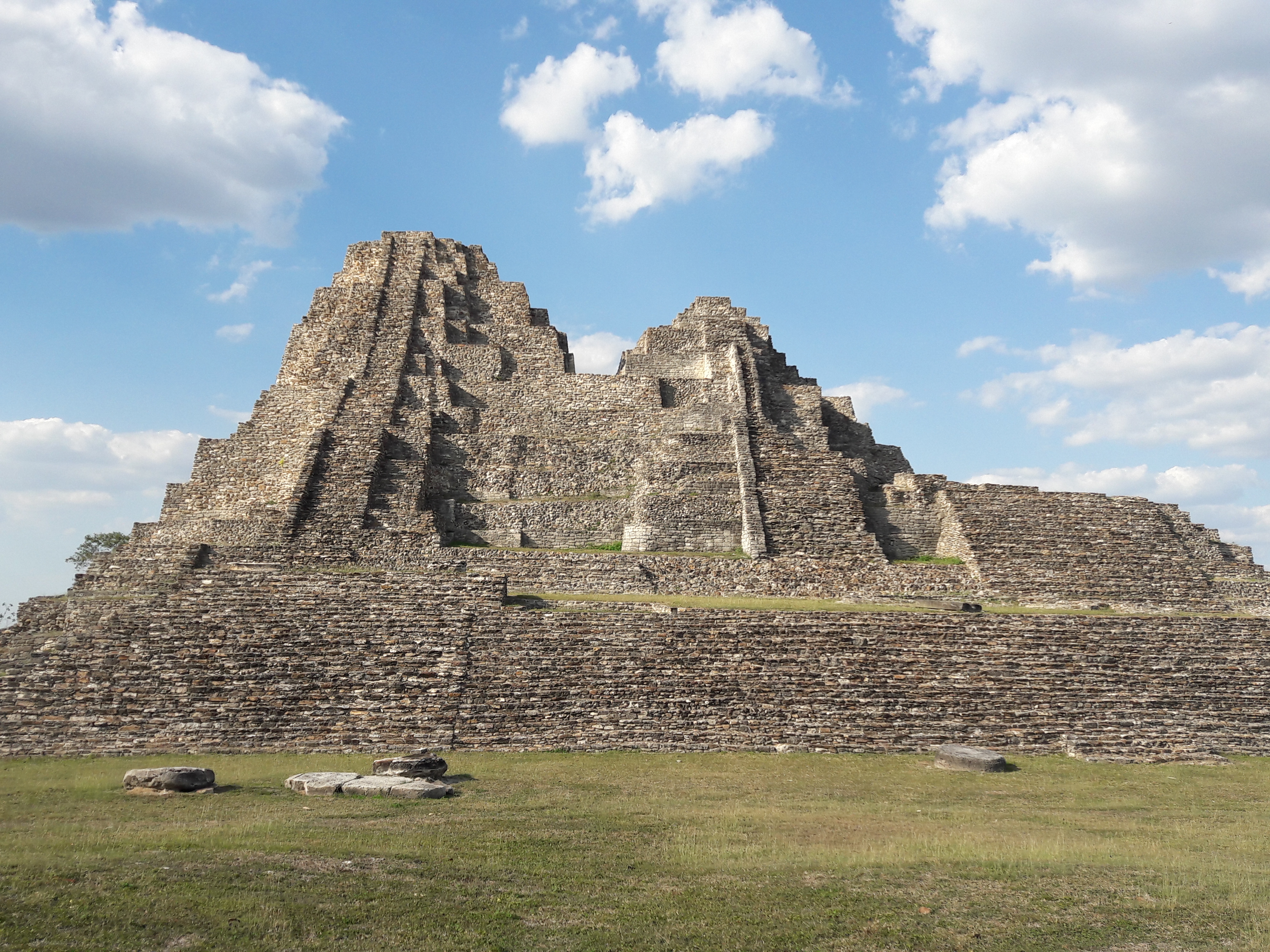
Moral Reforma.

La región oriental de Tabasco, estuvo dividida políticamente en varias ciudades, entre las que sobresalen Pomoná, San Claudio, Santa Elena y Moral-Reforma.
La ciudad de Moral Reforma, existía ya mil años antes de la llegada de los españoles y tuvo su apogeo entre los años de 622 y 756 después de Cristo y fue gobernada por el llamado rey de Moral. La ciudad fue una cabecera política y religiosa, utilizada por los mayas para la agricultura y la comercialización a través de los caudalosos ríos San Pedro Mártir y Usumacinta, que es el mayor del país, lo que convirtió a la ciudad en un punto de control y un puerto fluvial muy importante.
Esta ciudad pertenece a la cuenca del Usumacinta, al igual que Pomoná, San Claudio, Palenque, Bonampak, Yaxchilán y Piedras Negras, y guarda similitud con Tikal, en Guatemala y con Río Bec, en Campeche. Tiene una extensión de 87 hectáreas y al menos 30 montículos algunos de ellos de grandes dimensiones, que se piensa cubren pirámides de tamaños importantes, como la pirámide doble llamada "Edificio 14" que tiene una altura de 27 metros. Esta ciudad junto con Santa Elena y Pomoná fueron las ciudades mayas más importantes del oriente de Tabasco.

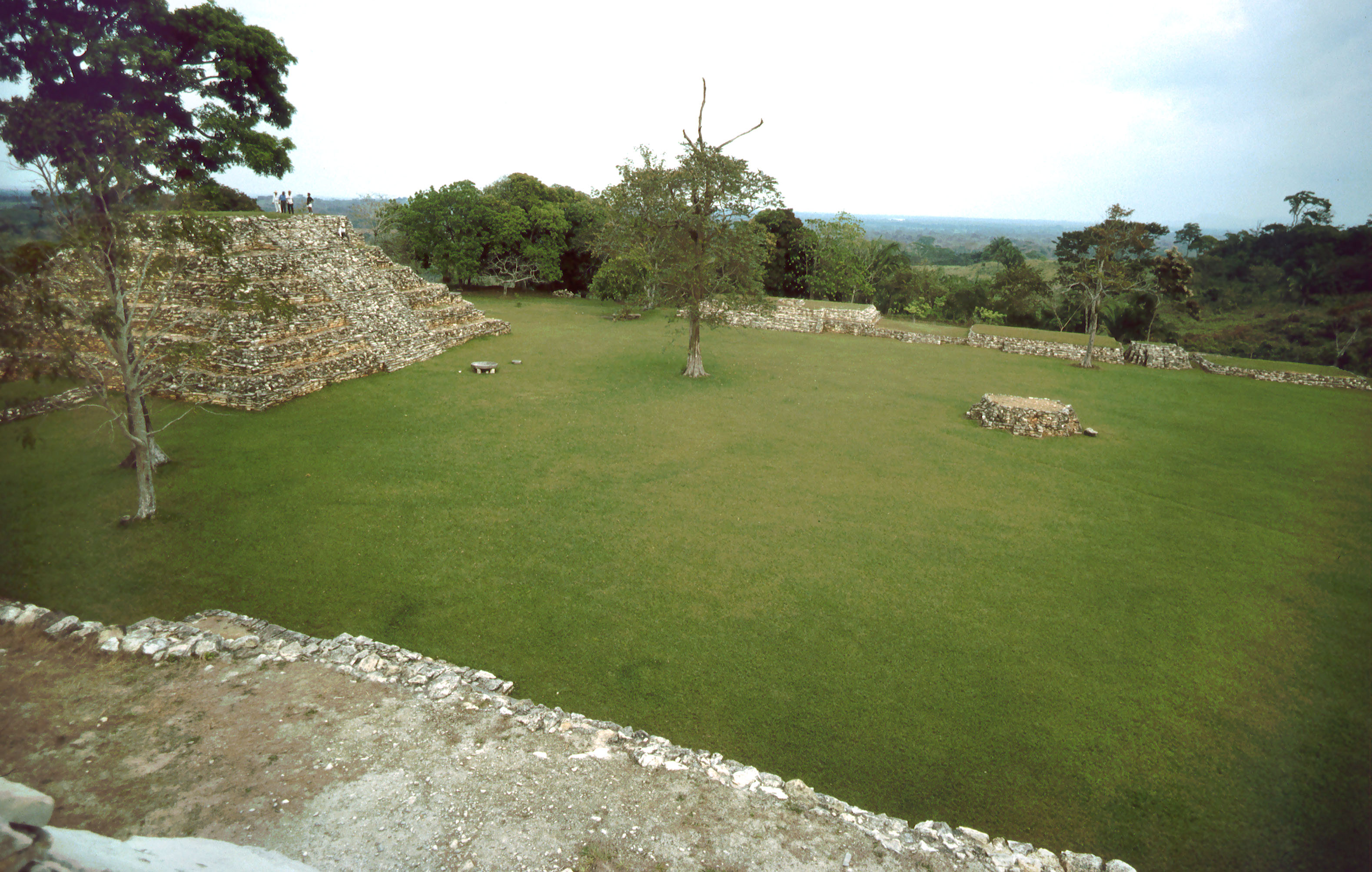
Pomoná.

Pomoná cuyo nombre original era Pakbul, pertenece a la cuenca del Usumacinta, al igual que Moral Reforma, Palenque, Bonampak, Yaxchilan y Piedras Negras. Está ubicada al oriente de Tabasco, y fue una población de mediana importancia, junto con sus vecinas Moral Reforma, Santa Elena y San Claudio, con quienes practicaba un intenso intercambio comercial.
La importancia de esta zona radicaba en que era el punto de control entre dos grandes regiones: la llanura sedimentaria del Usumacinta tabasqueño, y los valles y sierras altas. Por su localización, Pomoná jugó un papel muy importante en las relaciones políticas y comerciales de la región, ya que por este lugar pasaban los mercaderes que iban hacia la llanura costera y hacia las sierras altas o al Petén. Pomoná es una ciudad ceremonial maya, que fue capital regional, construida sobre colinas en la margen izquierda del Usumacinta y dividida en seis conjuntos arquitectónicos. La región alcanzó su apogeo en el Clásico Tardío (600 a 900 d. C.).
San Claudio se localiza en el municipio de Tenosique. Ubicada en la zona de transición de la sierra de Guatemala y la llanura costera del Golfo de México, enclavada en el extremo suroriental de Tabasco. Esta ciudad maya pertenece a las ciudades de la cuenca del Usumacinta y fue una población de mediana importancia, junto con sus vecinas Pomoná, Moral-Reforma y Santa Elena.
En San Claudio se han detectado dos periodos de ocupación. El más antiguo data de los primeros dos siglos alrededor del inicio de la era cristiana y está representado principalmente por fragmentos de cerámica del tipo denominado como "Sierra Rojo", y otra cerámica de acabado ceroso. El segundo periodo de ocupación corresponde al Clásico Tardío, de 600 a 900 años después de Cristo; a éste corresponde el mayor volumen constructivo y de ocupación del sitio.

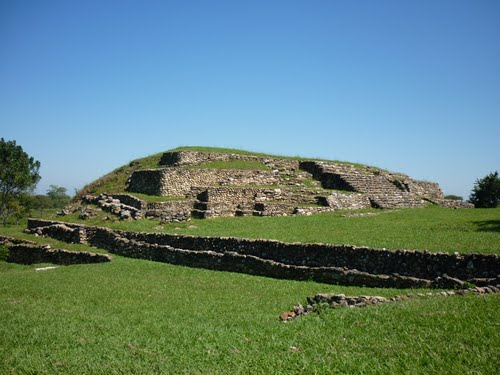
San Claudio.

San Claudo al igual que otras poblaciones de la región del río San Pedro Mártir, logró desarrollar una economía complementaria basada en la explotación y comercialización de la obsidiana y el pedernal, logrando una importante red de comercialización con otras ciudades mayas de la región, desarrollando la producción de objetos como puntas de proyectil, cuchillos, hachas y navajas entre otros instrumentos cortantes hechos de pedernal, una industria que desplazó en esta región el uso de la obsidiana y al mismo tiempo los hizo independientes de las redes de comercio de este material, que en la época prehispánica estaba controlado por las ciudades más importantes.
Santa Elena, cuyo nombre original era Wak’aab’-Ha’ pertenece a las ciudades de la cuenca del Usumacinta, llegó a ser captial de un señorío independiente. Este asentamiento arqueológico, está a nivel comparativo con otros sitios mayas, sobre todo en arquitectura, en escultura, en monumentos y en extensión, ya que cuenta con edificios monumentales en cuyos rasgos arquitectónicos pueden identificarse paredes de mampostería, alfardas, escaleras, patios, plataformas escalonadas y juego de pelota en la que se encontraban lápidas glíficas adosadas a los taludes interiores.
El sitio arqueológico de Panhalé cuyo nombre en maya significa "Reflejo del agua", se encuentra a orillas del río Usumacinta, sobre la cima de un cerro, y su importancia en la época prehispánica, consistía en que hacía las veces de mirador y puesto de control. Desde este lugar, los mayas controlaban el paso de las embarcaciones que transitaban por las aguas del río.
Está situado al borde derecho del cañón "Boca del Cerro", que es la última montaña que atraviesa el río Usumacinta antes de salir a la planicie tabasqueña.

### Período Posclásico (900 - 1520 d.C.)

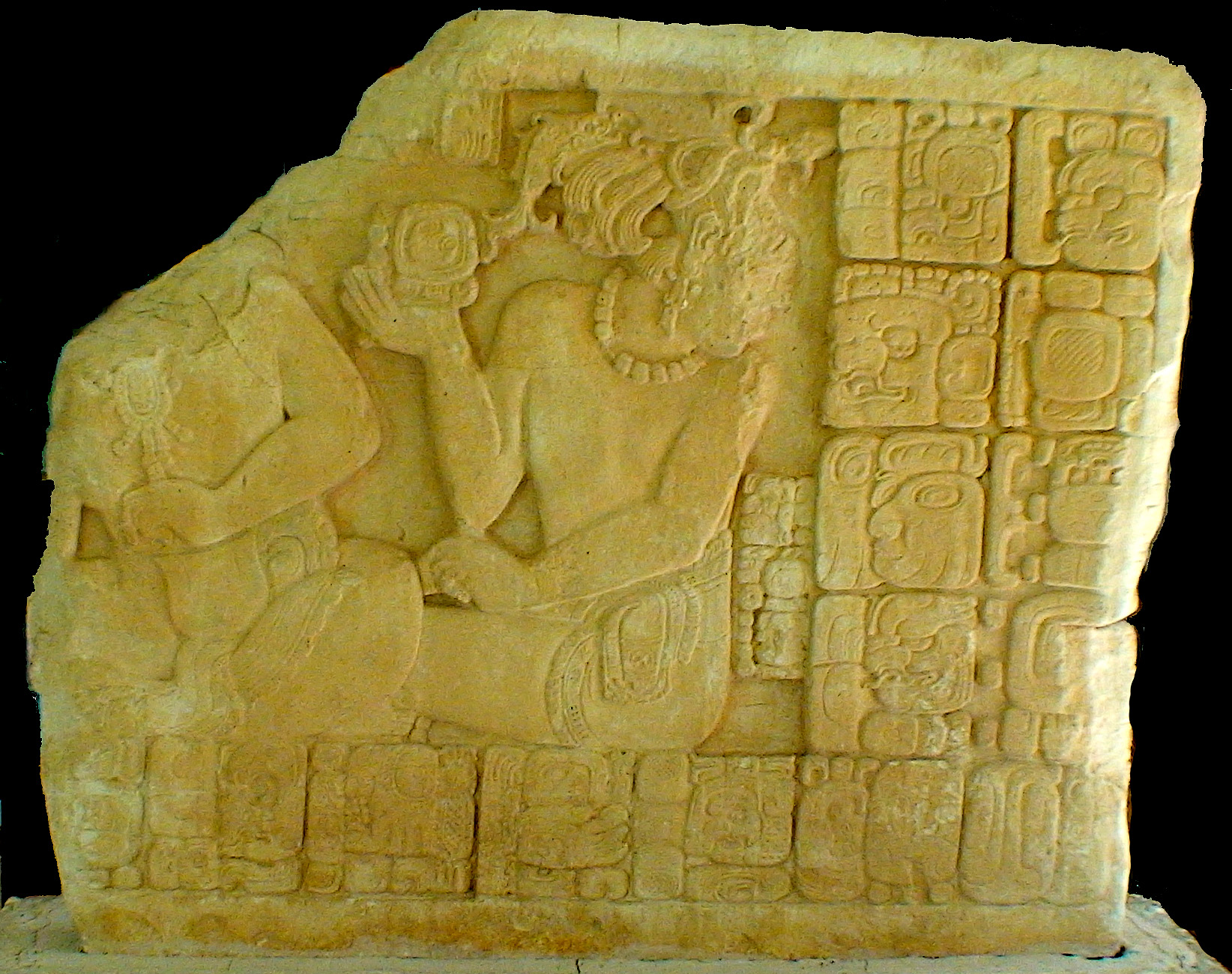
Tablero 1 o de "los Escribas". Pomoná En la inscripción aparece el glifo emblema de esta ciudad.

Abarca los años 900-1520 d. C. Una vez abandonados los centros ceremoniales mayas del periodo clásico después del llamado colapso maya, la cultura maya en Tabasco se caracterizó por una organización más simple, estructurada regionalmente en pequeñas provincias, la fuerza generadora de esta época va a ser una corriente migratoria identificada étnicamente con los mayas arraigados en la región, que traía consigo una cultura mestizada de fuerte contenido náhuatl.
Esta corriente, llamada Putún o maya-chontal, habitaba en el oriente y sur de Tabasco y tenía estrechas relaciones comerciales con los pueblos del centro de México y con los grupos nahuas establecidos en la periferia de la región maya. Su presencia habría de romper con el precario equilibrio en el que trataba de mantenerse los sobrevivientes mayas del clásico, y fueron los putunes los que aprovecharon la caída de este orden para introducir una nueva forma de vida y de dominio sobre la región.
El territorio del que se asentaron los putunes fue el delta de los ríos Usumacinta y Grijalva, en la actual región central de Tabasco. En la época de la conquista el territorio que puede considerarse putún iba desde el río Copilco, al oeste de Comalcalco, en el actual estado de Tabasco, por los deltas de los ríos Usumacinta y Grijalva, pasando por la Laguna de Términos, la cuenca del río Candelaria, hasta la actual ciudad campechana de Champotón. Herederos de una cultura del agua, y del excelente manejo de las redes de comunicación acuática, hizo de los putunes unos excelentes navegantes y mercaderes, que controlaban las rutas marítimas comerciales alrededor de la península de Yucatán, desde la Laguna de Términos en Campeche hasta el centro de Sula en Honduras.
Los putunes fundaron dos provincias: Tabasco (en maya: "Nuestro señor de los ocho leones" y Acalán (en maya: "lugar de canoas") con tres poblaciones principales: Potonchan (Putunchan), situada en la desembocadura del río Grijalva, Honochtah (Jonuta) en la margen derecha del río Usumacinta e Itzamkanac, junto al actual río de la Candelaria en un punto que no se ha identificado con certeza pero que estaba entre los límites de los actuales estados de Tabasco y Campeche. Itzamkanac era la capital de Acalán, y Potonchán era la capital de Tabasco y dominaba el comercio, relacionándose con los zoques y con los habitantes de las tierras altas de Chiapas. En cambio, Itzamkanac estaba ubicada demasiado río arriba para llegar a ser un importante puerto de intercambio.
En el territorio dominado por los maya chontales, se encontraban enclavadas, tres provincias de origen nahuatl, con quienes sostenían constantes guerras: Ahualulco o Ayahualulco, enclavado en la costa occidental del estado de Tabasco, casi en los límites con el actual estado de Veracruz; Huimango, Cunduacán y Cimatán, en el municipio de Cunduacán, Tabasco; y Xicalango, puerto que se localizaba en la costa del golfo de México entre los actuales estados de Tabasco y Campeche. Eso explica que muchos nombres de poblaciones tabasqueñas estén en lengua nahuatl, incluyendo las ruinas mayas de Comalcalco.
Las crónicas mayas establecen claramente que los putunes conservaron su poder sobre la región de Bakhalal y Chactemal durante el periodo de la dominación de Mayapán (1200-1480) pero ni por eso abandonaron el dominio de su antiguo territorio en el centro y sur de Tabasco, sino que hicieron constantes viajes de ida y vuelta a Potonchán.
Las ciudades principales durante el posclásico fueron Potonchán, Honochtah e Itzamkanac.

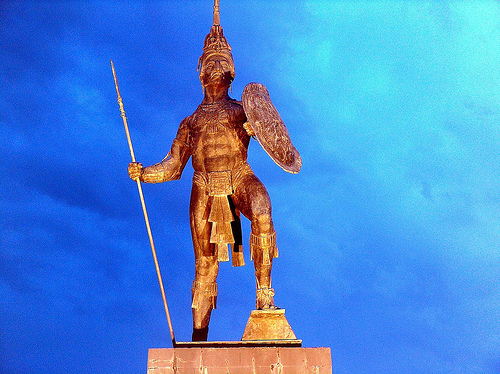
Monumento a Tabscoob. Cacique de Potonchán.

Potonchán ciudad maya-chontal, capital del señorío de Tavasco o Tabasco, que estuvo ubicada en la margen izquierda del río que los naturales llamaban río Tabasco, y que los españoles bautizaron como Grijalva. Esta ciudad fue un importante puerto marítimo y fluvial a través del cual los maya-chontales controlaban el comercio entre la Península de Yucatán y las tierras altas de El Petén guatemalteco. Potonchán dominaba a una gran cantidad de pueblos a los que tenía como tributarios.
Es muy poco lo que se sabe de la arquitectura y tamaño de Potonchan. Pedro Mártir en su crónica afirma que "Existe una gran ciudad extendida a orillas del río Tabasco; tan grande y célebre, cuanto no puede calcularse, se extiende lamiendo la costa, como quinientos mil pasos y tiene veinticinco mil casas entrecortadas por huertas las que están ricamente fabricadas con piedras y cal en cuyo conjunto sobresale admirablemente la industria y el arte de los arquitectos..."
Fue en Potonchán cuando en 1518 llegaron los primeros conquistadores españoles encabezados por Juan de Grijalva quien se entrevistó con el cacique Tabscoob. Más tarde en 1519 llegó Hernán Cortés y sostuvo dos enfrentamentos con los maya-chontales el primero en la batalla y toma de Potonchán y un día después la Batalla de Centla, en ambas derrotaría a los chontales inicando así la conquista del territorio maya en Tabasco.
Honochtah (Jonuta) fue un importante centro comercial maya ya que ahí convergían las rutas comerciales entre el puerto de Xicalango y el señorío de Acalán (en las tierras del hoy municipio tabasqueño de Balancán). Del siglo VIII al XIII, Honochtah fue un importante centro manufacturero de cerámica, la gran calidad de sus productos (vasos, cajetes, platos y figurillas de barro) alentó su exportación a toda la región maya e incluso a los lugares más distantes de Mesoamérica. El nombre maya de esta población significa: "Lugar de los cinco grandes señores", y hacen referencia a que debido a la importancia comercial de esta población, cada cierto tiempo se reunían aquí gobernantes mayas de cinco importantes ciudades de la región.

### La Colonia

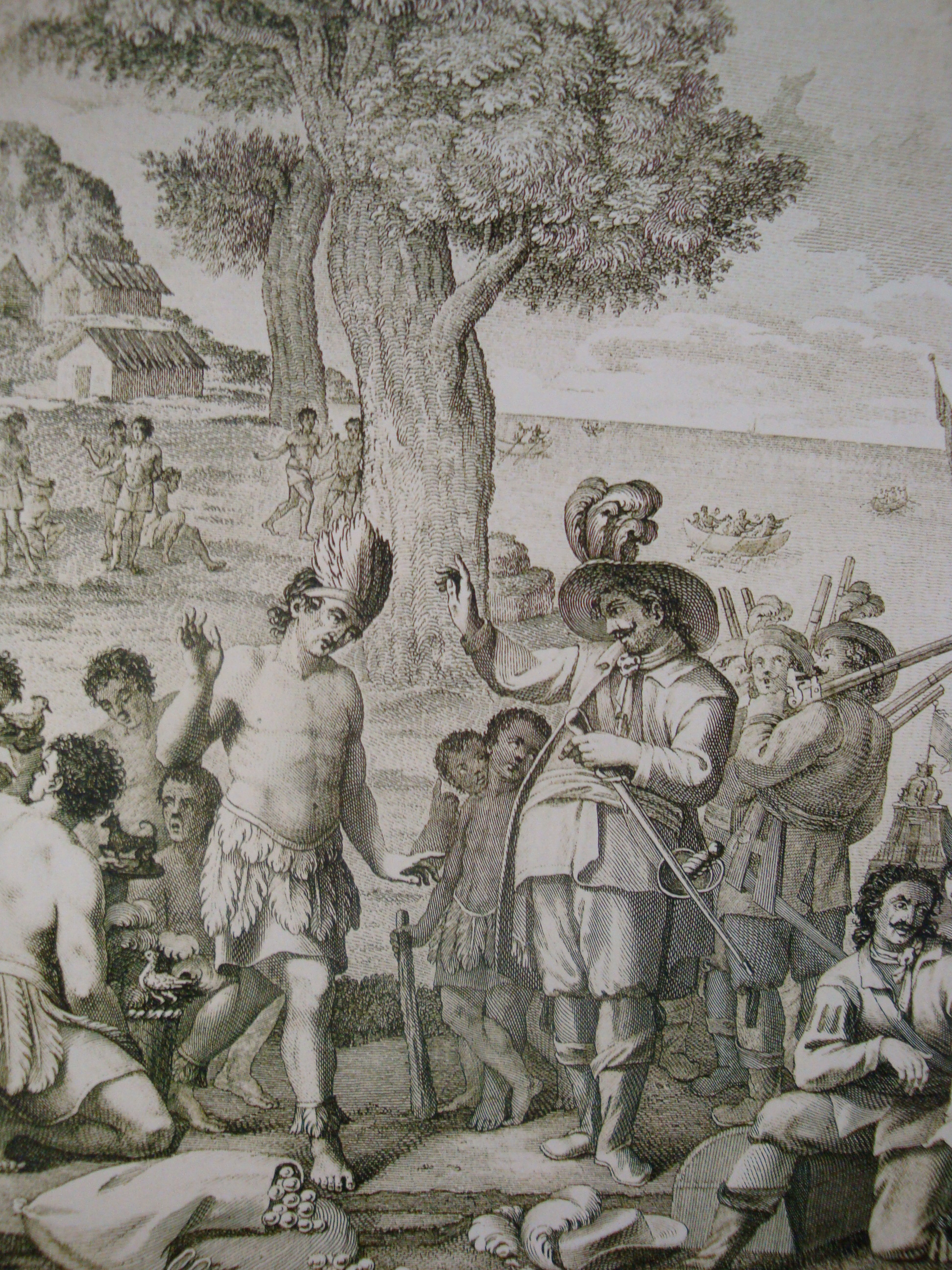
Tabscoob, cacique maya de Potonchán entrevistándose con Juan de Grijalva en 1518.

La conquista de Tabasco inició con la llegada de Hernán Cortés en 1519, cuando después de vencer a los maya chontales, funda la primera población española en territorio maya: Santa María de la Victoria. Sin embargo, sería hasta la llegada de Francisco de Montejo en 1529 cuando se realizaron importantes campañas militares para conquistar y pacificar Tabasco. En 1531 después de una campaña militar que duró 5 años, los indígenas de Tacotalpa y Oxolotán fueron sometidos. Francisco de Montejo y León "el Mozo" reclutó por la fuerza a una gran cantidad de indígenas quienes fueron enviados a Juan de Lerma para reforzar la conquista de Campeche.
Las primeras incursiones conquistadoras españolas en el oriente de Tabasco datan de 1535 cuando Francisco de Montejo envió a su lugarteniente Alonso de Ávila a conquistar esos territorios. Después de varias luchas con los indígenas, Ávila fundó en ese año la villa de Salamanca de Acalán (en el municipio de Balancán). Posteriormente en 1537 Pedro de Alvarado, envió desde Guatemala a su capitán Francisco Gil, quien fundó la villa de San Pedro Tanoche (en el municipio de Tenosique). Ambas poblaciones tuvieron que ser abandonadas a los pocos meses debido a la hostilidad indígena.
Tendrían que pasar 45 años de intensas campañas militares, para que en 1564 fueron derrotados los últimos indígenas tabasqueños.
Ya en la época colonial, en la entonces provincia de Tabasco la corona española estableció el régimen de "encomiendas", de esta forma los pueblos indígenas eran encomendados a españoles para que estos vivieran de cobrar tributo a los indios, lo que desató una terrible explotación de los indígenas. En esos años prosperaron las haciendas, en las cuales se les daba a los nativos un trato inmisericorde.

#### La rebelión maya de 1668 a 1671
Durante la segunda mitad del siglo XVII se produjo en Tabasco un aumento considerable en la explotación de los pueblos indígenas a través de métodos aparentemente reglamentados como las contribuciones, derramas y especialmente los llamados "repartimientos forzosos" de especies o mercancías, los cuales fueron usados por los españoles para su enriquecimiento personal, a la vez que empleaban su poder para interferir en el nombramiento de las autoridades indígenas de las comunidades con el fin de hacer más fácil el abuso y el atropello.
Es así como en 1668 siendo Alcalde Mayor de Tabasco Francisco Maldondo de Texeda, la magnitud de los atropellos y la arbitrariedad por parte de las autoridades coloniales, sobre las comunidades indígenas, desembocó en levantamientos y sublevaciones de los pueblos de la región del Usumacinta. Ese año, los pueblos de Tamulté de Popané, Istapa, Balancán, Santa Ana, Usumacinta, Petenecté (Hoy desaparecido), Tenosique y Canitzán, se levantaron contra la autoridad colonial.
Durante el tiempo que duró la revuelta, estos pueblos permanecieron fuera del control colonial, del pago de tributos a encomenderos y de los restantes servicios a la Corona española y a la Iglesia. Al poco tiempo, la rebelión se extendió a otros pueblos como Sahcabchén y Popolá en Campeche, lo que le permitió a los sublevados asentarse en un territorio amplio y sin someter a la autoridad colonial, situados en la base de la Península de Yucatán, El Petén y la sierra de Tabasco y Chiapas.
Los españoles no podían ingresar al territorio, y los que habitaban en los pueblos sublevados fueron expulsados o asesinados. Las autoridades intentaron someter por todos los medios a los indígenas sin conseguirlo. En 1671 las autoridades coloniales, decidieron relevar del cargo a Fransico Maldonado y nombraron como nuevo Alcalde Mayor de Tabasco a Miguel Fernández de Rivero, quien nombró al presbítero Cristóbal Ruíz, intermediario en las pláticas de conciliación. Ruíz se entrevistó con todas las autoridades de los pueblos sublevados, sin embargo, después de varios meses, las pláticas fracasaron y los indígenas continuaron sublevados.
Es así, como después de tres años de alzamiento, ante el fracaso de no poder convencer pacíficamente a los indios sublebados y pese a las exhortaciones del gobierno virreinal de que el proceso fuera pacífico, el alcalde Fernández de Rivero, en un esfuerzo por evitar que el conflicto se extendiera a otros territorios, conformó una Compañía de Pardos para enfrentarse a los sublevados. Durante los enfrentamientos, mataron a una gran cantidad de indios, logrando a finales de 1671, el sometimiento de los pueblos mayas sublevados.

## Entorno

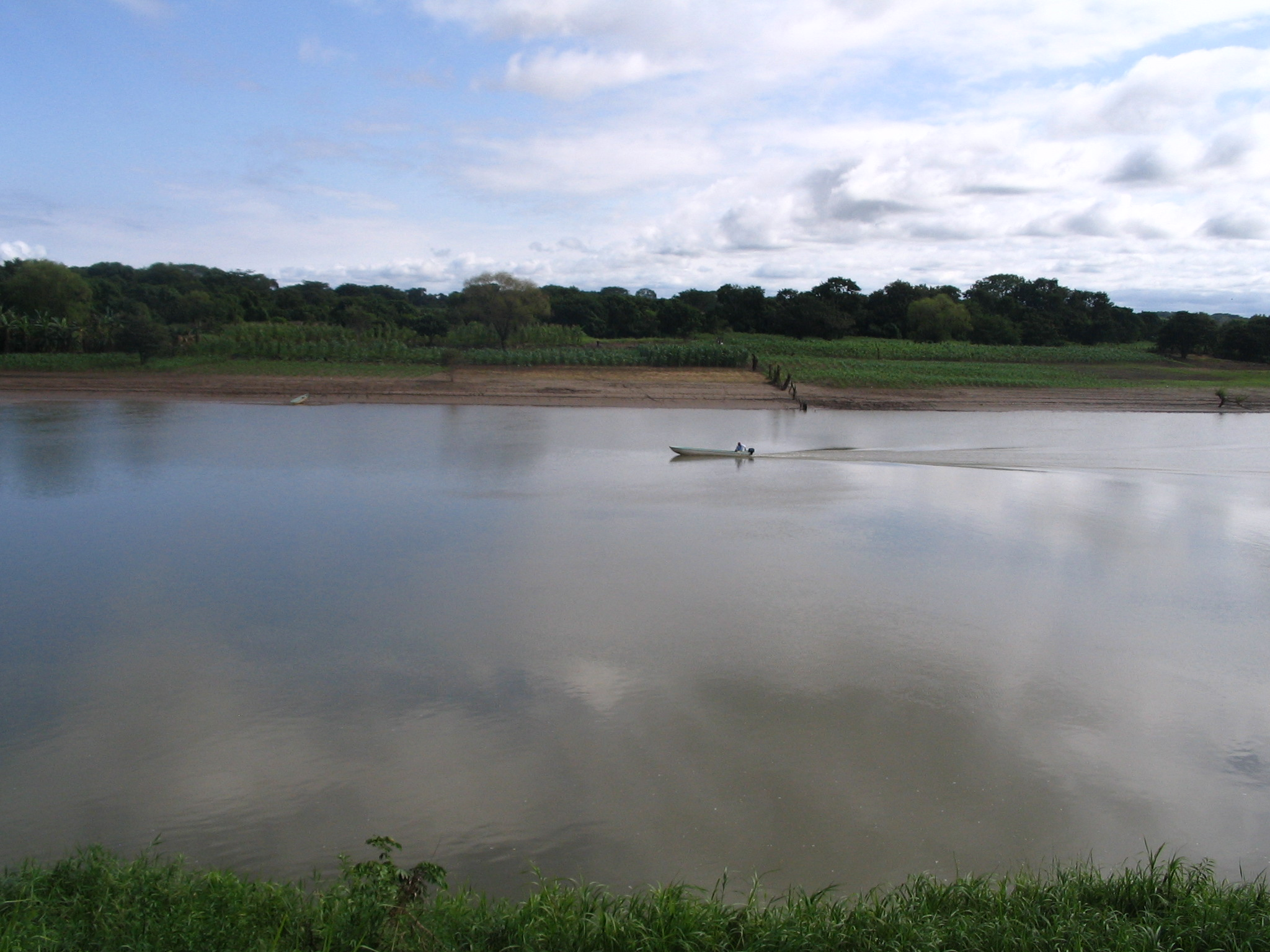
El río Usumacinta representó para los mayas de Tabasco una importante ruta comercial y de transporte.

Los mayas de Tabasco, se asentaron en las orillas de los ríos. Tuvieron su asiento original en el delta del río Mezcalapa, y posteriormente en los ríos Grijalva, Usumacinta y el Seco, una región de ríos, riachuelos, lagunas y pantanos en donde predominaba el transporte acuático, lo que los convirtió en grandes navegantes y comerciantes. De hecho, los mayas de Tabasco realizaban intensas actividades comerciales con los grupos de la Península de Yucatán, tanto por ríos como por el mar bordeando la península y comerciando con los puertos del golfo de México; por los ríos, comerciaban con grupos mayas asentados en la sierra de Chiapas y El Petén guatemalteco, incluso, hay evidencias, de que comerciaban con lugares tan lejanos como el puerto de Nito, en la costa atlántica guatemalteca y Naco en Honduras.
Para contar con una producción agrícola suficiente para satisfacer la demanda de sus ciudades y comerciar con otros grupos, los mayas de Tabasco, utilizaron varias técnicas agrícolas como la roza, tumba y quema, los campos levantados, los cordones litorales y las áreas inundables durante el estiaje, para aprovechar la humedad del suelo y así cultivar de manera intensiva.

## Alimentación
Tuvieron una alimentación muy variada, la base la constituía el maíz, junto con el cacao, el frijol, chiles, calabaza, aguacate, muchas otras frutas y raíces.
Las proteínas las obtenían de animales como venados, tapires, puerco de monte, armadillo, monos, tepezcuintle, cereque, conejo, tortuga, pavo de monte y doméstico, patos, chachalacas, así como una extensa variedad de peces y diversos crustáseos.

## Idioma
A lo largo de su historia, los mayas de Tabasco se han llamado a sí mismos "yoko yinikob" o "yoko winik" que se traduce como los "hombres verdaderos" y a su idioma le denominan "yoko'tan", que significa "palabra verdadera". Actualmente todavía es tema de debate el idioma que hablaban los mayas de Tabasco durante el período Clásico (300-900 d. C.), los estudios lingüísticos sobre las lenguas "cholanas", han revelado que el Chontal se separó del Chortí y del Chol  entre los años 670 y 870 d. C. Estos datos permiten sostener que en buena parte de su historia previa a la llegada de los españoles, los mayas de Tabasco usaron una misma lengua o lenguas muy parecidas.

## Fisonomía

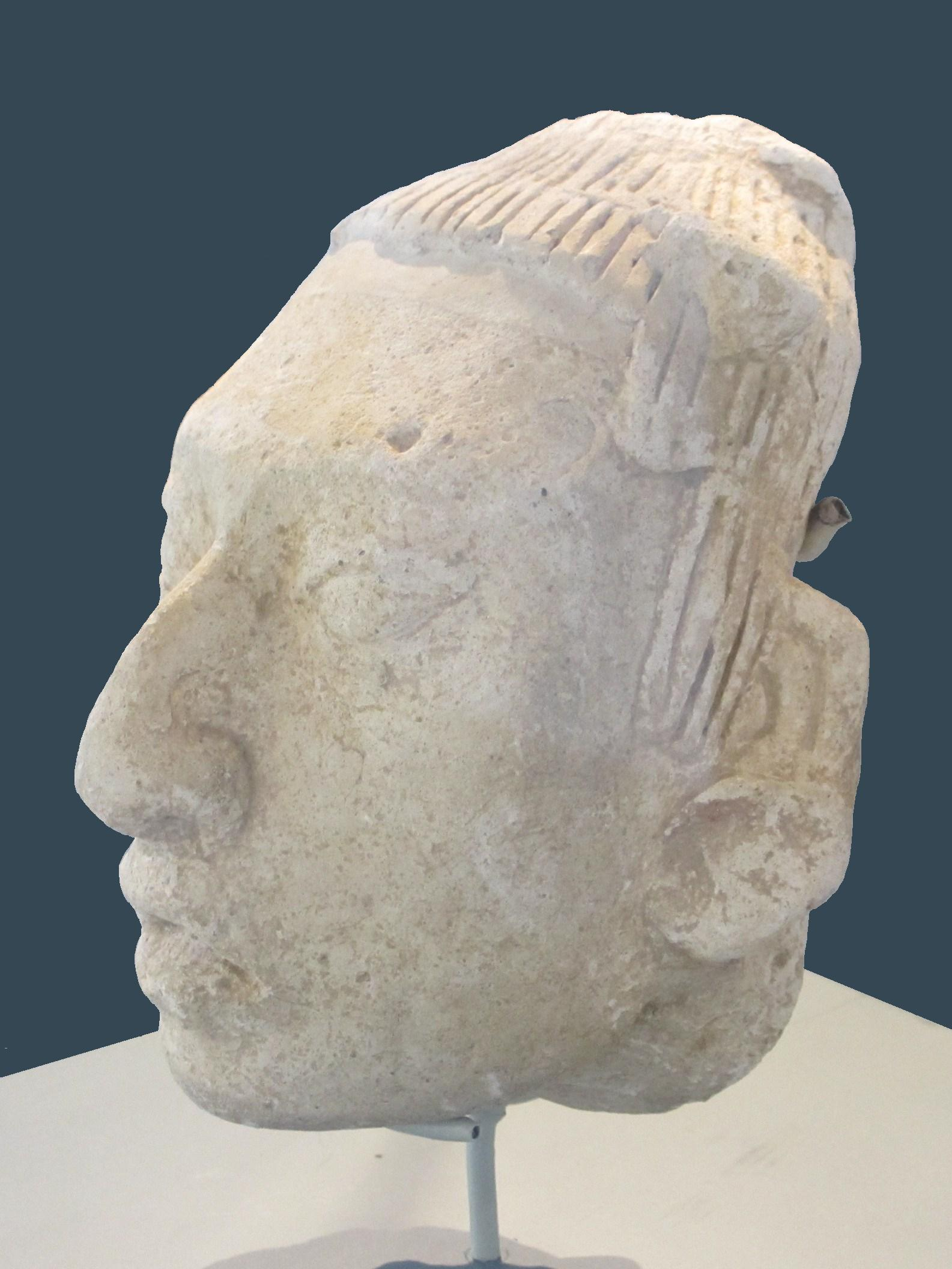
Cabeza maya de Comalcalco, en la que se aprecia la deformación craneana practicada por los mayas.

### Rasgos físicos
Los rasgos físicos de los mayas de Tabasco, son muy similares a los individuos mayas de otras latitudes, de estatura relativamente baja, los hombres median en promedio 1.60 m y estatura de las mujeres era en promedio de 1.50. Eran de complexión robusta, piel morena, ojos rasgados, nariz aguileña, cabello oscuro y liso.
Así mismo practicaban también la "modificación intencional" del cuerpo ya fuera en forma temporal o permanente, incluyendo la deformación del cráneo, el limado y la incrustación de piedras en los dientes, la alteración del puente de la nariz, los tatuajes, la pintura corporal, las perforaciones y las escarificaciones. Estas modificaciones del cuerpo, lejos de tener un fin solamente estético y de buscar ajustar los rasgos corporales a los cánone de belleza preestablecidos, tenían un papel simbólico y señalaban las diferencias sociales entre las personas.

### Vestimenta
La vestimenta, peinados, tocados y ornamentos, se utilizaban de acuerdo con el género, la edad, el ranngo, el estatus social, el rol ocupacional y el ámbito de la acción en el que se desembolvían las personas.
Las mujeres se vestían comúnmente con una falda larga y una prenda superiór de diversas formas y dimensiones; las damas de la élite complementaban este atuendo con llamativos collares, orejeras y brazaletes.
Los hombres vestían comúnmente con una especie de calzón. Sin embargo los pertenecientes a la nobleza utilizaban ricos y sofisticados atuendos bordados con gemas y plumas, capas cortas, chaquetas elaboradas de piel de jaguar o de algodón. Dentro de los ornamentos portados por los hombres destacan las orejeras, narigueras, anillos, brazaletes e incrustaciones en la barbilla debajo del labio inferior.
Dentro de los accesorios complementarios estaban los turbantes, penachos, gorros, sombreros y diademas.

## La sociedad

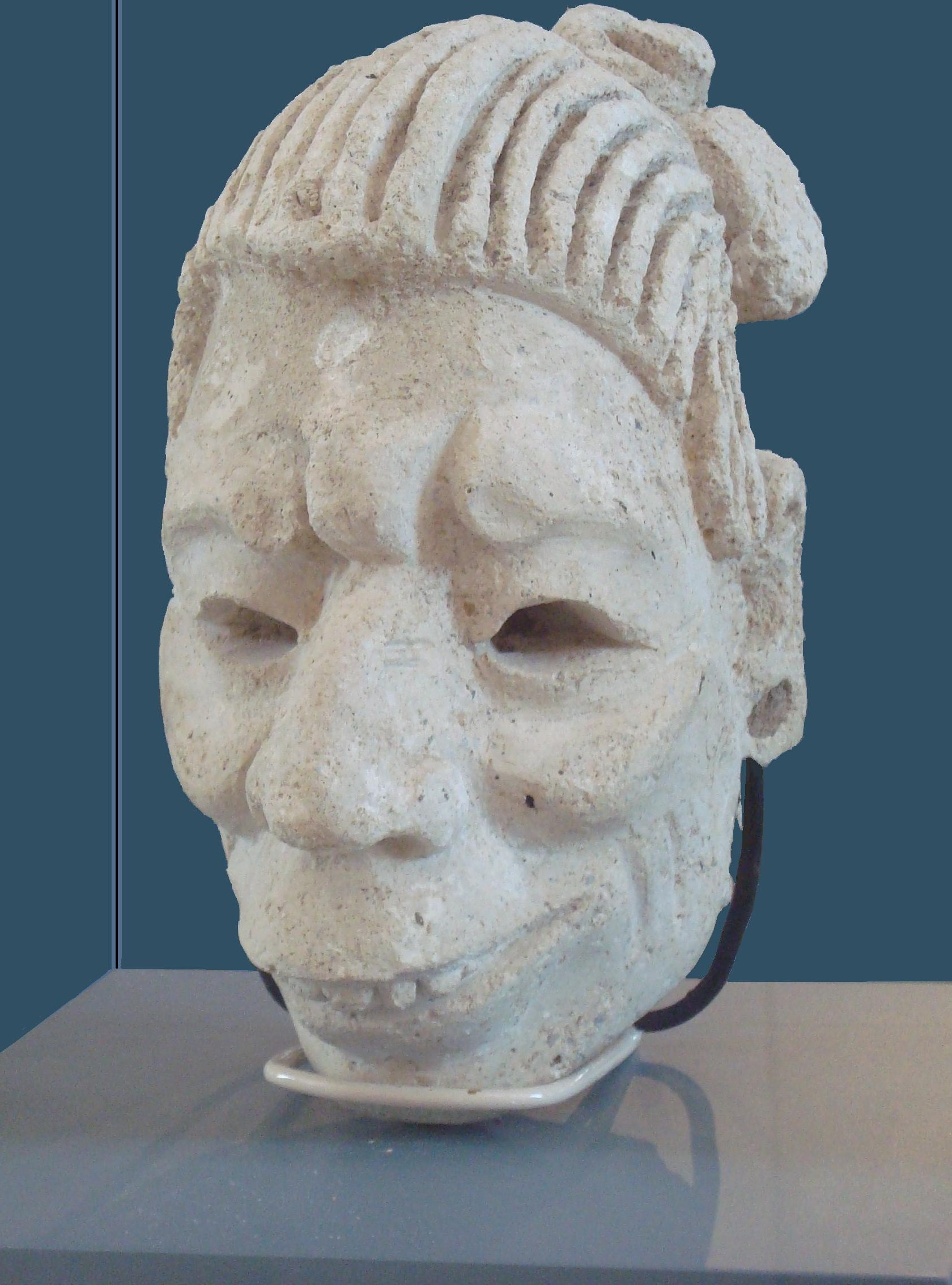
Escultura de cabeza de mujer. Comalcalco.

Los mayas estaban constituidos en sociedades fuertemente estratificadas, por lo que cada grupo cumplía con labores precisas en virtud de su pertenencia a una familia o linaje, a un género o grupo de edad.
Las diferencias sociales entre los mayas de Tabasco fueron tan importantes que marcaron el debenir de los individuos
La nobleza se encontraba en la parte más elevada del estrato social. Este grupo monopolizba el poder y la autoridad ya que desempeñaban los puestos políticos y religiosos. El gobernante de la provincia o señorío era llamado Halach Uinik o también se le llamaba Ahau. El cargo era heredado de una sola familia y pasaba del padre al hijo mayor. El Halach Uinik era al mismo tiempo el Batab o jefe local de la ciudad en la que habitaba y tenía bajo su mando a los jefes locales llamados Bataboob.
Después estaban los Ah Cuch Caboob, que eran los administradores de los barrios de las ciudades, y debajo de ellos estaba la categoría de mando más baja que eran los Tupiles, una especie de policías, que mantenían el orden y vigilaban el cumplimiento de la ley.
Los sacerdotes o también llamados Ahkincob, tenían la misma categoría que los Bataboob o jefes locales. El supremo sacerdote era llamado Ahuacán "señor serpiente". El cargo de sacerdote también era hereditario y estaba reservado para unas cuantas familias de la nobleza. Después estaban los Chilames que eran los advinos, encargados de interpretar los mensajes que enviavan los dioses; mientras que el los encargados de realizar los sacrificios rituales eran los Nacom.
Los mercaderes profesionales también pertenecían a la nobleza ya que como buenos comerciantes, los mayas consideraban de gran importancia la actividad mercantil, además de que los mercaderes informaban de las rutas y las posibilidades económicas y defensivas de señoríos y provincias rivales, por lo que eran grandes aliados de los jefes militares y de los Batab.
Debajo de la nobleza, se encontraba la gente común, que era la más numerosa y comprendía a los campesinos, pescadores, albañiles, artesanos, tejedores, cargadores, quienes realizaban las actividades agrícolas y de producción tanto para su autoconsumo como para la nobleza. También eran los encargados de esculpir las estelas y las piedras para los edificios, construían calzadas y templos, decoraban fachadas y con su tributo y trabajo sostenían a la nobleza.

### La mujer

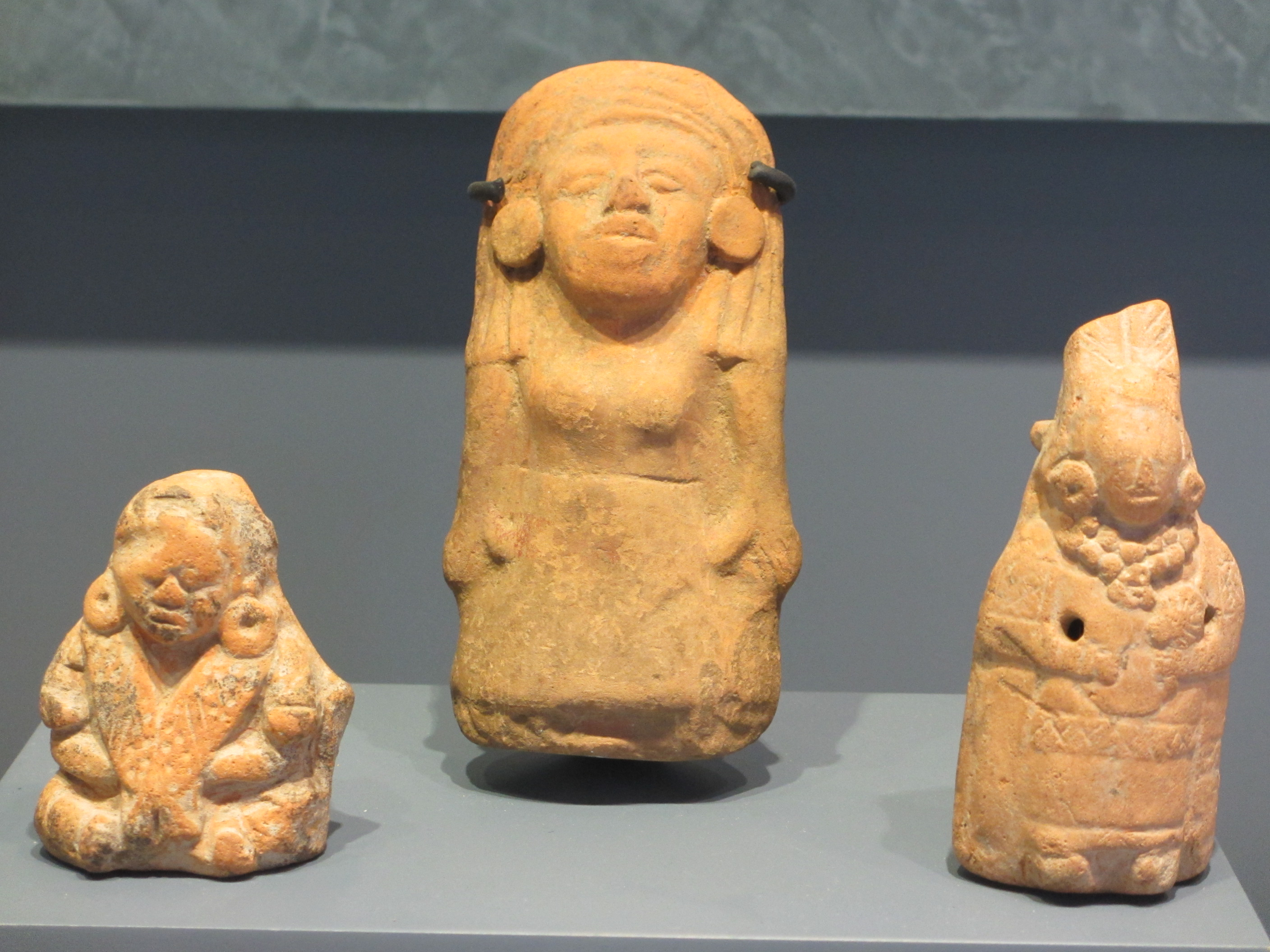
Figuras con imágenes de mujeres hechas en barro. Comalcalco.

En la sociedad maya, las mujeres eran en ocasiones tan importantes como los hombres, ya que llegaron a ser regentes y gobernantes, y mediante el matrimonio, eran la base de las alianzas estratégicas entre los diversos señoríos y provincias mayas. Un claro ejemplo de esto, es cuando Pakal II señor de Palenque se casa con la reina roja de Tortuguero, lo que significó una fuerte relación sanguínea entre las dos ciudades.
Dentro del ámbito familiar, las mujeres elaboraban piezas de cerámica, tejían prendas de algodón, y realizaban comidas y bebidas durante las fiestas religiosas.

## Religión
La importancia de la religión dentro de la cultura maya, está plasmada en todo el entorno de las ciudades, se puede apreciar en ladrillos decorados en Comalcalco, esculturas y estelas en Moral Reforma o en Tortuguero, todas asociadas a las diferentes deidades o rituales de adoración de las mismas.
Son notables los fósiles de dientes de tiburón, mismos que eran usados por los mayas de Tabasco como símbolos de las épocas pasadas cuando el mundo estaba cubierto por el mar, lo que representaba el origen de su mitología.

### Dioses

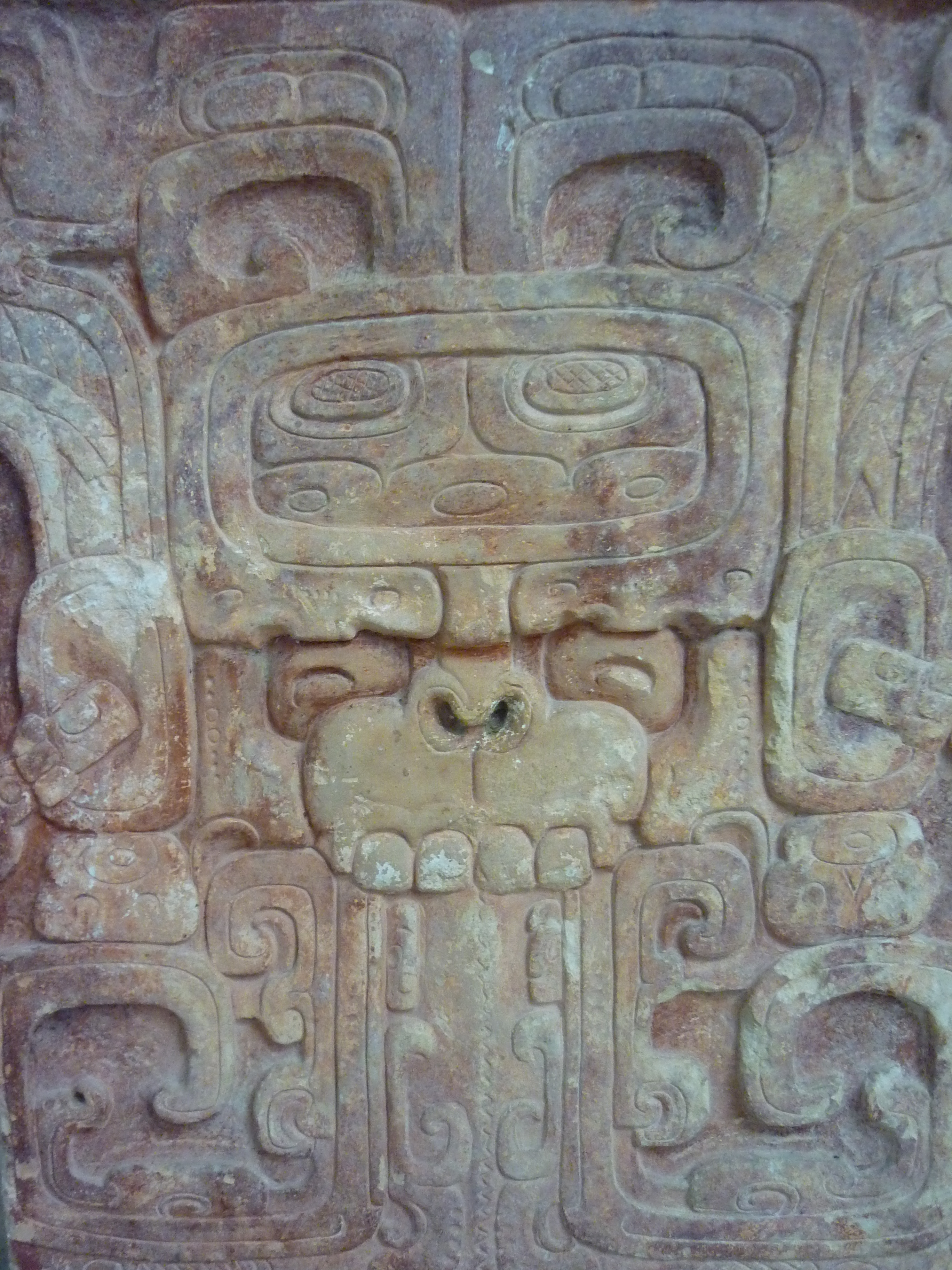
Mascarón del dios de la muerte localizado en Pomoná.

Los mayas creían en la existencia de muchos dioses, por lo que existían diversas manifestaciones y advocaciones. Las deidades podían tener un aspecto juvenil, adulto o senil, adoptar las atribuciones de un género o de otro, o incluso desenvolverse en diferentes ámbitos.
Para este pueblo eminentemente agrícola, las principales deidades durante el período Clásico fueron:
- Itzamnaaj: Dios del cielo.
- Chaahk: Dios del agua y de la lluvia.
- K'inich Ajaw: Dios del sol.
- Yum Kaax: Dios del maíz.
- Ek Chua: Dios del comercio.

Durante el Posclásico en los códices aparece con mayor claridad:
- Muku leh chan ASí llamaban los maya chontales a Kukulkán: y representaba al dios viento llamado también serpiente emplumada. Esta creencia fue traída del Altiplano central por putunes itzáes y toltecas
- Yum Kimil: Dios de la muerte.
- Ix Chel: Diosa de la luna.
- Alaghom Naom: Diosa de la tierra.

Las deidades moraban en los tres planos en que se dividía el universo: 
El cielo: El cual estaba compuesto por 13 niveles.
La tierra: Como un espacio de cuatro rumbos.
El Inframundo: Llamado Xibalbá, conformado por 9 niveles.

### La muerte

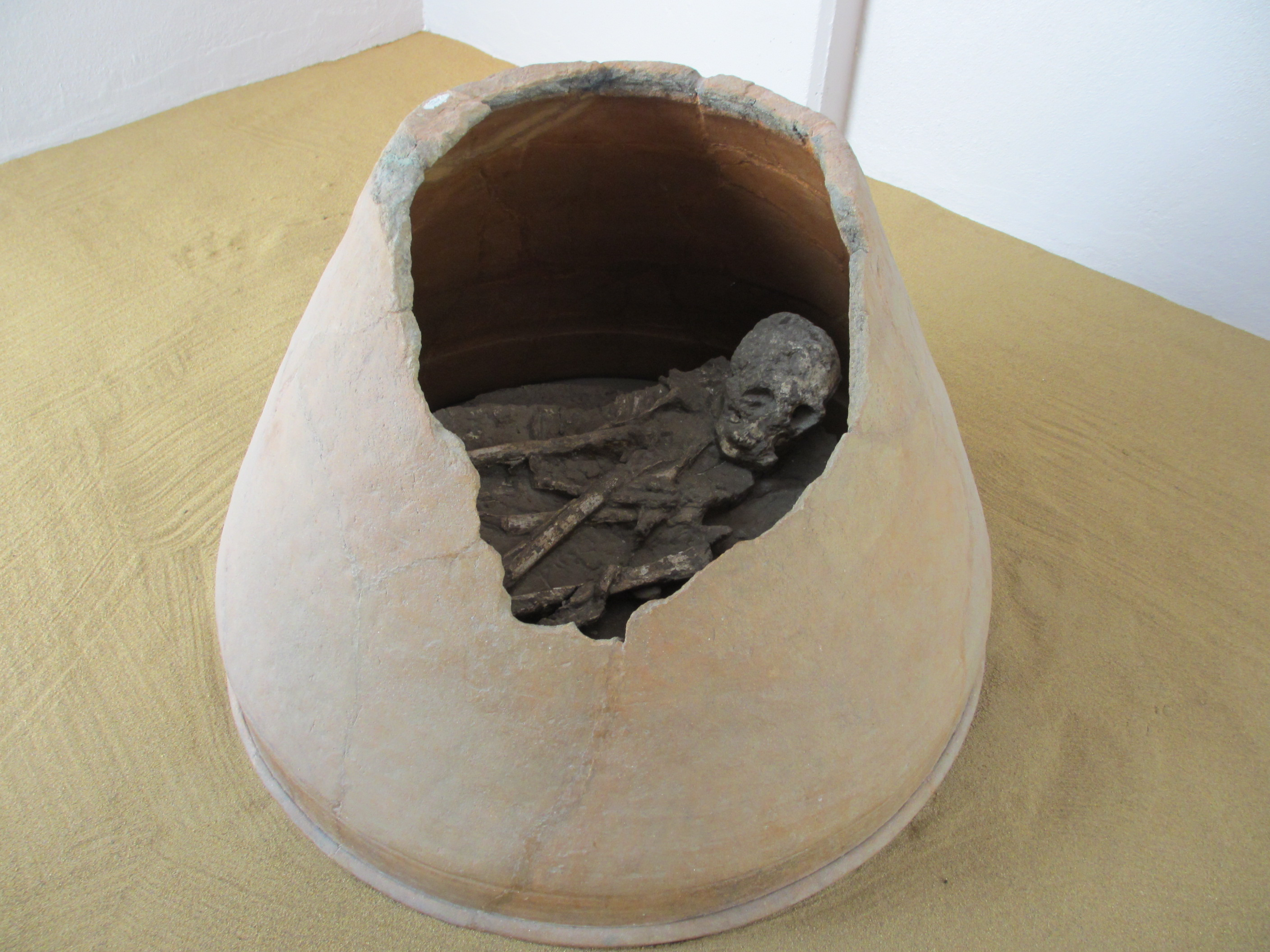
Urna funeraria descubierta en Comalcalco.

Si bien el inframundo era el destino de todos los hombres que morían, los mayas de Tabasco no lo concibieron como un "infierno", sino más bien sus temores se centraban en no poder controlar a la naturaleza la cual se les presentaba en ocasiones como indomable y destructiva.
Según la religión maya, después de la muerte el alma emprende un camino a Xibalbá (Metnal, Mundo Subterráneo o Inframundo), donde debe atravesar un río ayudado de un perro (el xoloitzcuintle). El hecho de portar una pieza de jade le facilitará las cosas. El peregrinaje terminará en el sur adonde llega el alma (para los mayas el inframundo se asociaba con el sur y el color amarillo). Sin embargo, hay un paraíso en el cielo donde las almas afortunadas de los guerreros muertos en combate (muerte sagrada) acompañan al Sol.
Entre los diversos tipos de muerte sagrada en Mesoamérica se encuentran: las mujeres embarazadas muertas en el primer parto; las personas ahogadas, suicidadas, muertas de lepra o sacrificadas y los guerreros muertos en batalla pues la calidad de vida (buena o mala) no importaba tanto como la forma de morir. Al final, las almas de los que morían sagradamente también descendían al inframundo. Los mayas consideraban que el alma de una persona que iba al inframundo renacía (renacimiento) en un individuo de la misma especie, sin ningún recuerdo de la vida anterior.
Así mismo los mayas conservaban los cráneos de sus antepasados y les hacían ofrendas de alimentos (rito a los antepasados).

### Rituales

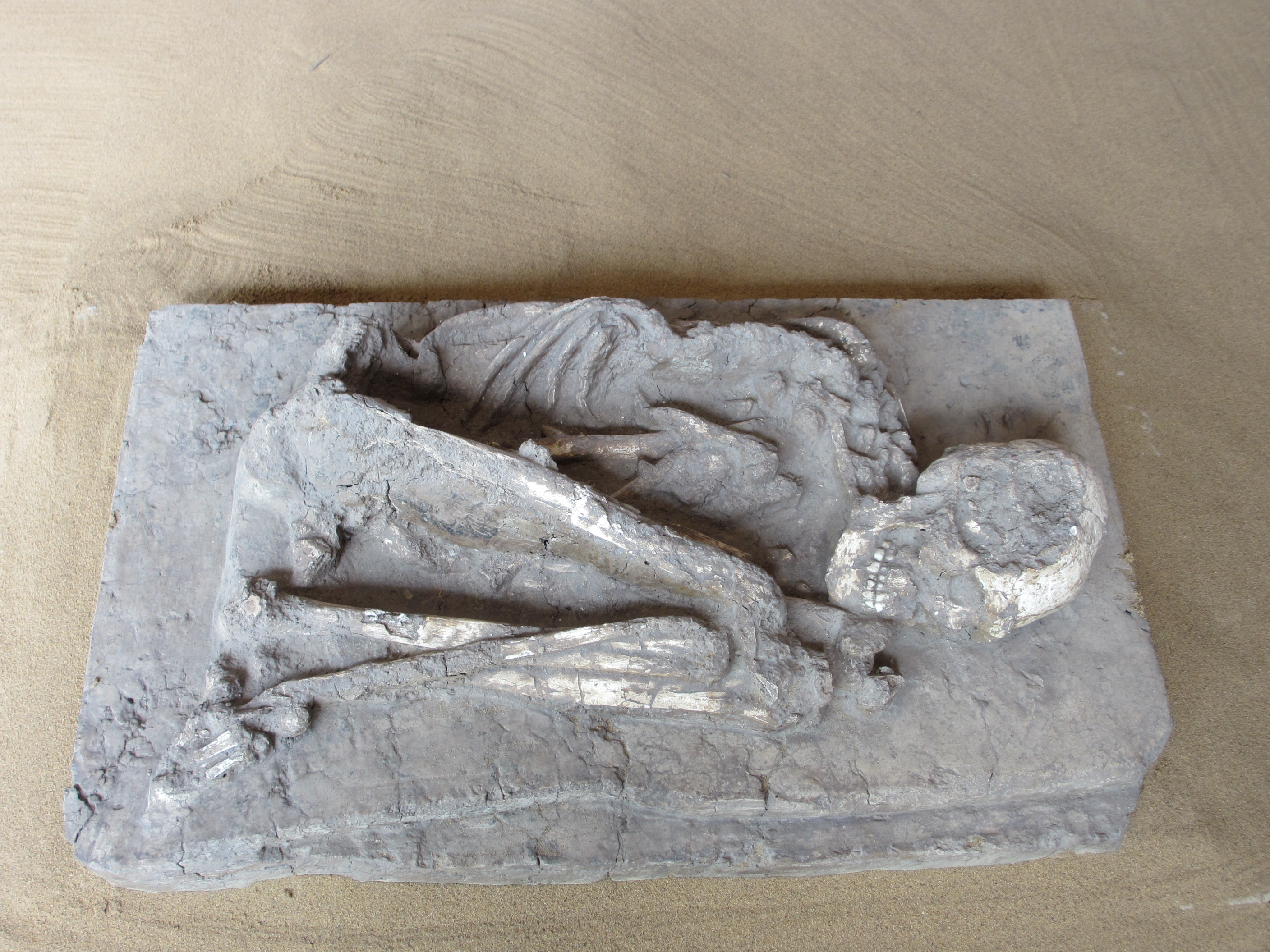
Entierro maya descubierto en Comalcalco.

La variedad de dioses implicaba la realización de rituales en los que se empleaban incensarios y vasijas para ofrendar a las deidades, ya fuera mediante el autosacrificio de los gobernantes, el sacrificio de animales o de seres humanos.
Los rituales en todas las ciudades mayas de Tabasco estaban compuestos por una gran cantidad de objetos, los cuales eran utilizados durante las diversas festividades, celebraciones o ritos religiosos. En la ciudad de Comalcalco se han encontrado ladrillos decorados con imágenes míticas, pendientes, o hasta un punzón esgrafiado elaborado en la espina de una mantarraya, el cual se cree que los gobernantes y personajes de la élite lo utilizaban para las ceremonias de autosacrificio.
Las prácticas funerarias de los mayas de Comalcalco, eran depositar a los difuntos en los pisos de las casas o amortajarlos y depositarlos en urnas funerarias. Las personas depositadas en estas urnas hechas de barro, corresponden a la nobleza que habitaba este sitio, eran depositadas en los edificios, y estaban acompañadas de singulares ofrendas como cajetes y vasos de barro pintados, figurillas, navajas prismáticas de obsidiana y pedernal, objetos de concha, jadeíta, caracol, dientes de tiburón, jaguar o cocodrilo, caparazones de tortuga y punzones de cola de raya.
En Comalcalco se han encontrado tres tumbas y 14 entierros funerarios de los cuales 7 se encontraban dentro de urnas hechas de barro, así como el panteón descubierto en la periferia de la ciudad con 116 entierros.

## Arquitectura

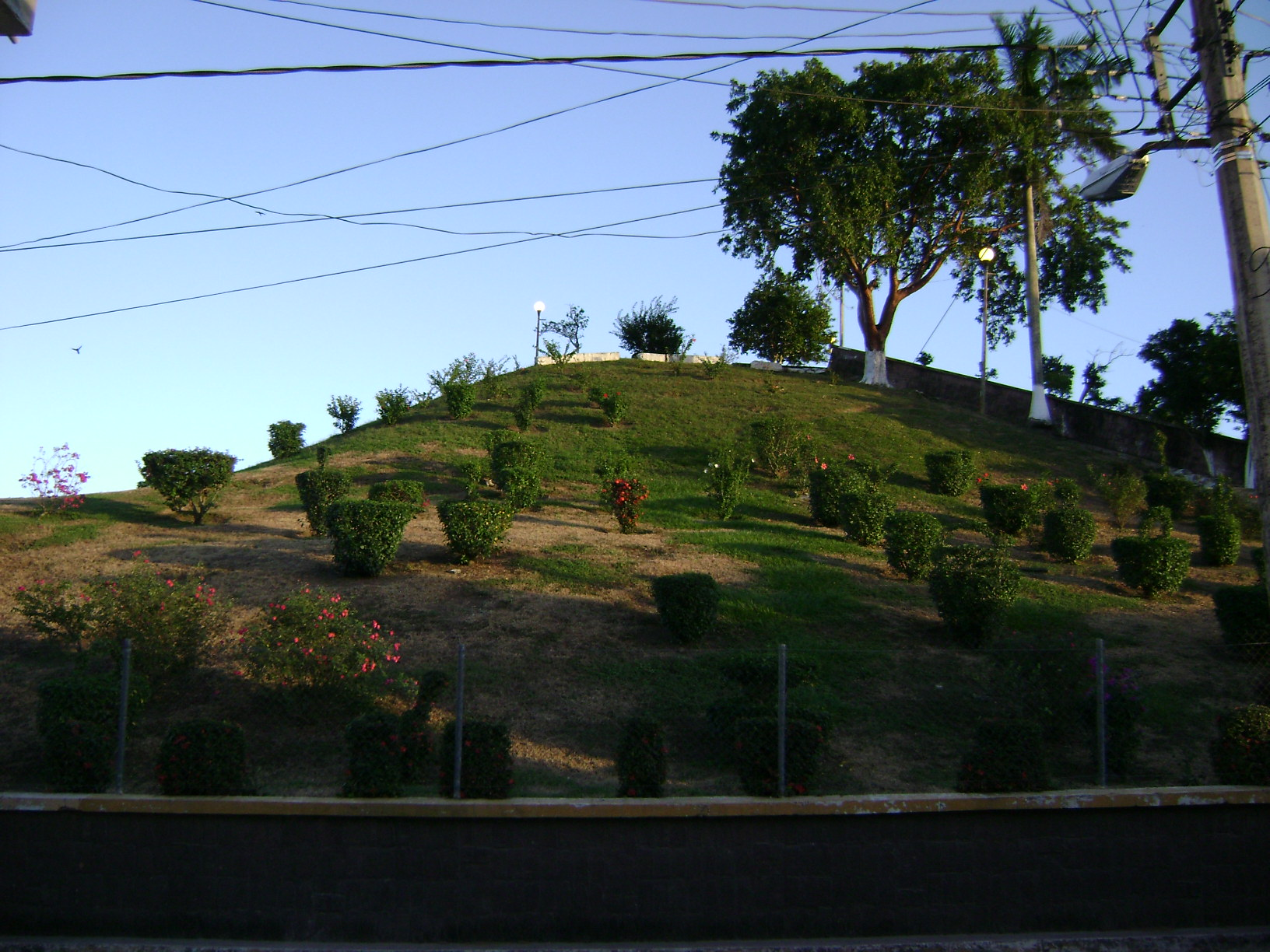
Pirámide de arcilla en el centro de la ciudad de Jonuta.

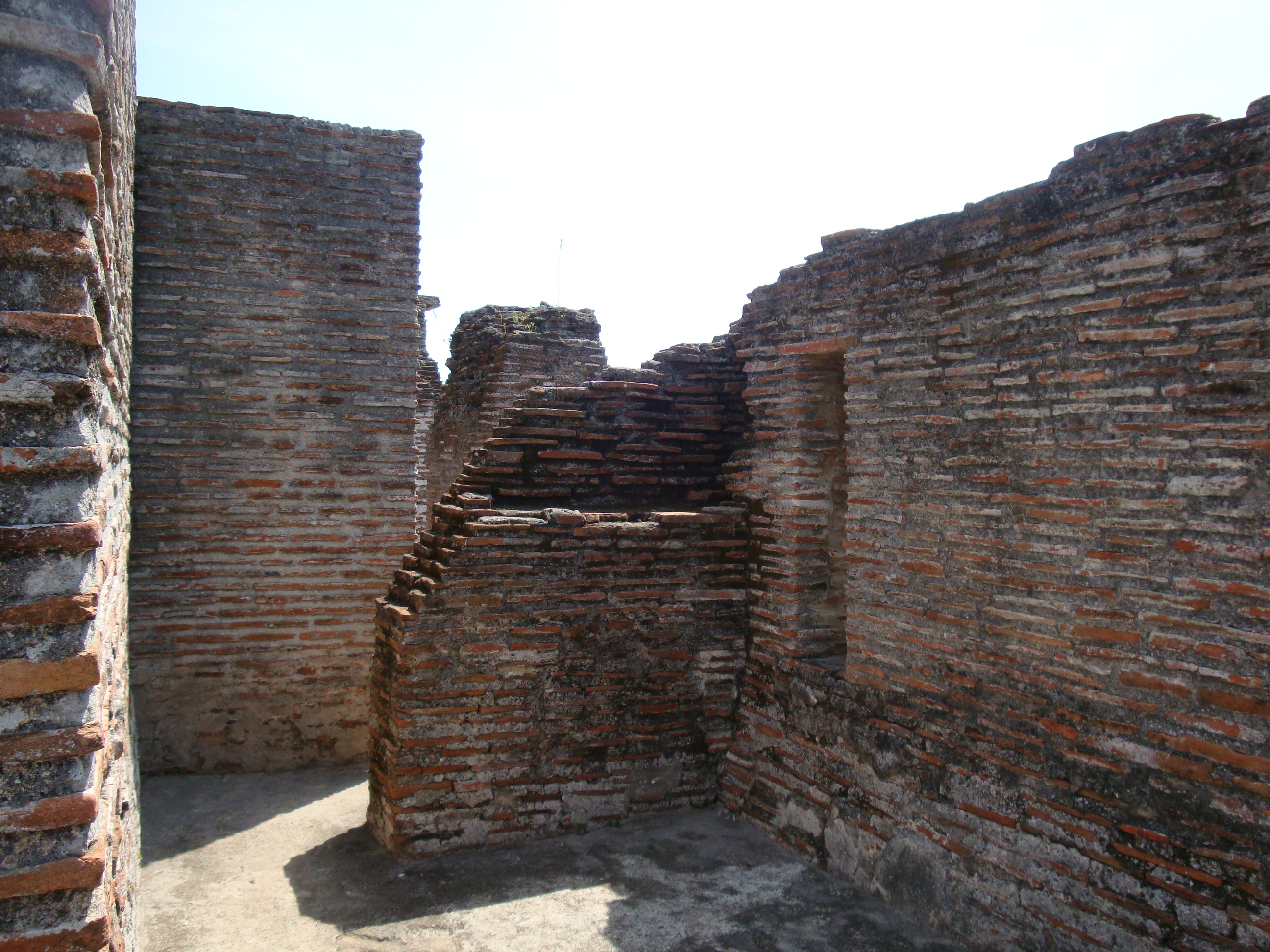
En Comalcalco los mayas construyeron las pirámides con ladrillo y estuco.

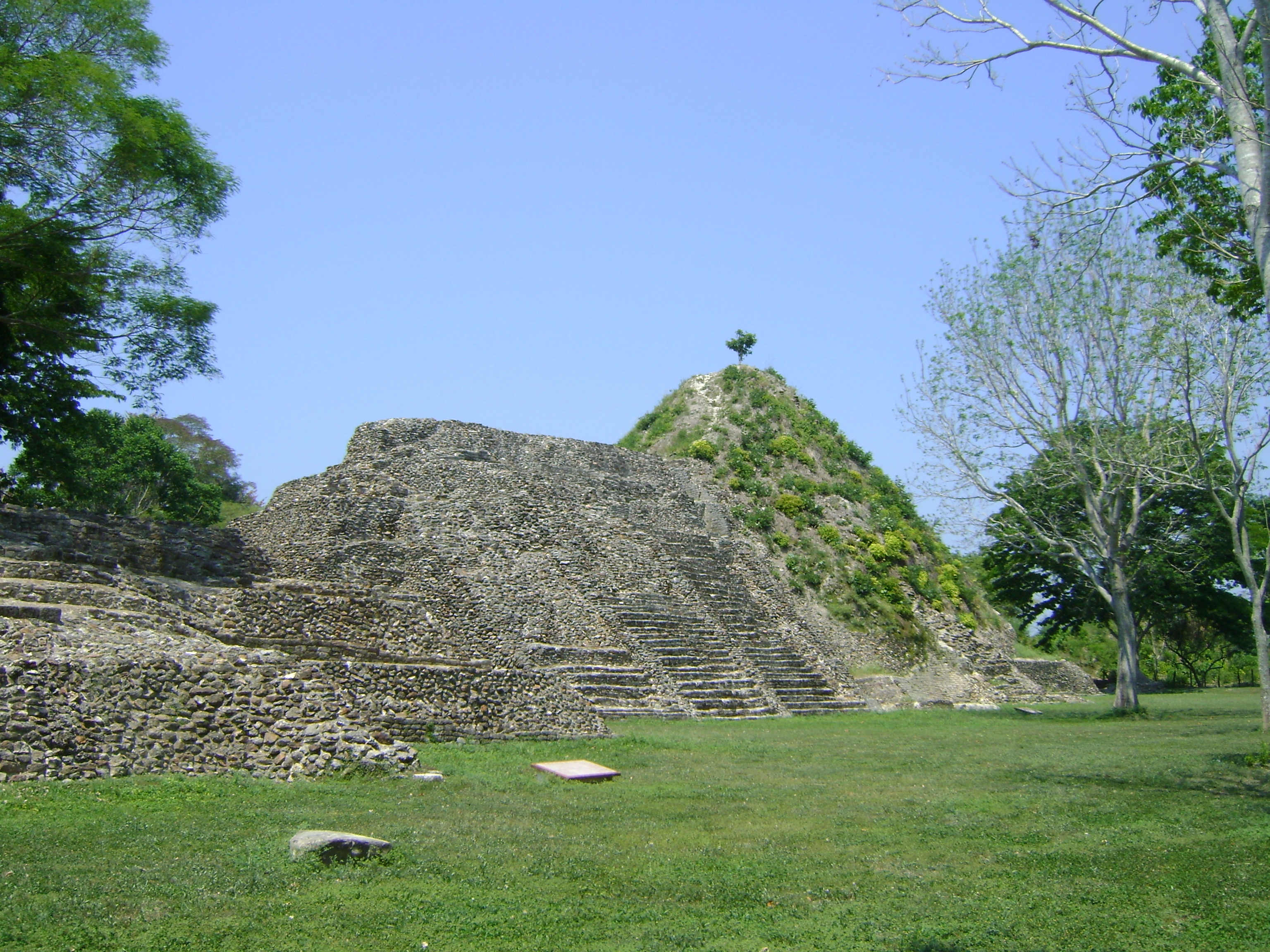
En Moral Reforma las pirámides fueron construidas con piedra caliza y piedra extraída del río San Pedro.

### Materiales de construcción
Durante el periodo Clásico los mayas de Tabasco utilizaron varios tipos de maderas para construir sus casas, y otros enseres como "cayucos" y "bateas", así como hojas de palma sujetadas con bejuco para formar los techos. Debido a la escasez de piedra en la región, la tierra fue trabajada muy hábilmente para levantar construcciones monumentales de tierra como la existente en la arquitectura de muchas de las ciudades tabasqueñas como en El Bellote, Tecominoacán o Zapotal.
En un principio, en Comalcalco los mayas construyeron sus templos, haciendo plataformas de tierra y las recubrieron de estuco. Más adelante, tuvieron el ingenio para elaborar ladrillos cocidos hechos de arcilla y pegados entre sí con una mezcla de estuco de concha de ostión, para levantar impresionantes construcciones.
En las ciudades del Usumacinta tabasqueño, donde era abundante la piedra caliza, y la piedra bola extraída de los ríos, los mayas levantaron grandes templos como se puede apreciar en Moral Reforma con su pirámide doble de 27 m de altura, Pomoná, Panhalé, San Claudio con sus terrazas artificiales, Santa Elena con edificaciones monumentales, Tiradero y Tierra Blanca.
Ya en el postclásico no se edificaron grandes templos, los maya-chontales utilizaron una arquitectura más simple a base de tierra y materiales perecederos para construr sus viviendas, como madera para las paredes y hoja de palma para los techos. En Xonuta ante la falta de piedra en la zona, los mayas construyeron pirámides monumentales de arcilla compactada, la principal con una elevación de más de 20 metros aún existe en el centro de la ciudad moderna desde cuya cima se puede observar la gran planicie.
Debido a que los materiales utilizados en la construcción durante el periodo postclásico fueron materiales perecederos no existen en la actualidad restos de las antiguas poblaciones maya chontales de Tabasco. Las poblaciones antiguas como Potonchán, Zaguatán, Cupilcom, Nacaxuxuca, Mazateupa, Tucta, Tamulté, Istapa, Tatauitalpan, Tzihualtepecat, Petenecté, Taxagual, Chilapam y otras, fueron borradas del mapa.

### Estilos arquitectónicos regionales
1.-Noroccidental: Edificios con elegantes esculturas en estuco y piedra labrada. Edificios pequeños con grandes cuartos y altos falsos arcos mayas. Los vanos (espacios huecos en los muros) son anchos, dando a los interiores luz y ventilación. Como en Comalcalco y Tortuguero.
2.-Río Bec: Edificios de torres paralelas, esquinas redondeadas y escaleras simbólicas (las escaleras son casi verticales e imposibles de subir. El templo tiene como puerta una simple hendidura). La decoración incluye máscaras de forma animal y diseños geométricos. Como en Moral Reforma.
3.-Usumacinta: Edificios tipo templos en elevaciones naturales (no plataformas piramidales) anchos muros, cuartos angostos, altos falsos arcos mayas y cresterías de doble muro con nichos como en Pomoná y San Claudio

## Cerámica

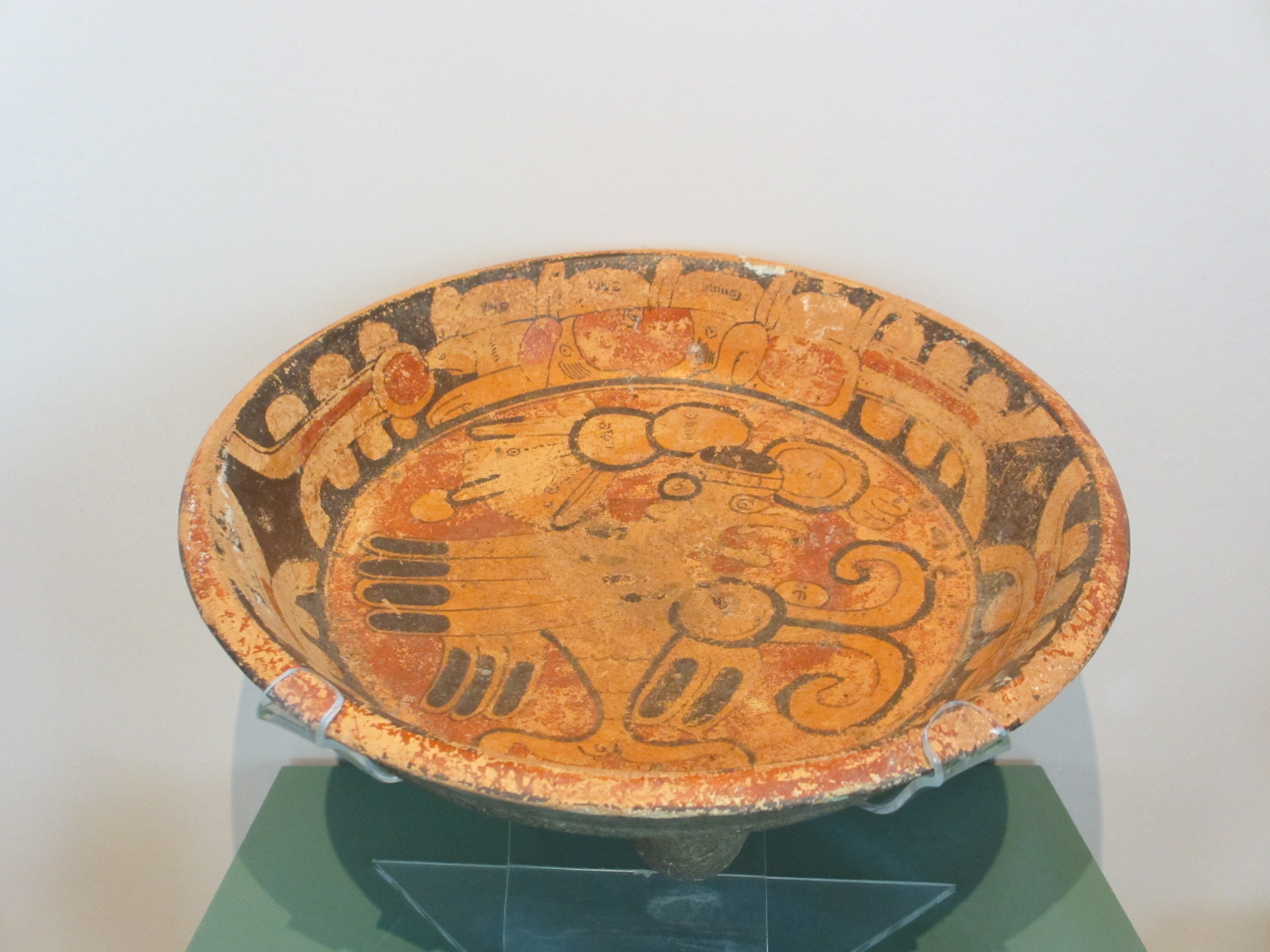
Plato elaborado por los mayas de Tabasco.

Los mayas aprovecharon las diversas materias primas de la región como el excelente barro de las llanuras aluviales, para la elaboración de platos, vasos, ollas, cajetes y diversas figurillas que comercializaban con ciudades de otras regiones.
Los vasos tipo "códice" eran característicos de los mayas del período Clásico y en ellos solían representar, con una calidad pictórica excelente, rituales, escenas cotidianas, de juego de pelota, de la mitología y de la creación.  También representaban las hazañas de sus gobernantes y de personajes importantes.

## Comercio
Los mayas de Tabasco realzaron un intercambio comercial intenso, que abarca del periodo Clásico al Posclásico maya (del 600 d. C. al 900 d. C.), durante este periodo han quedado muchas pruebas arqueológicas: en el sitio de Comalcalco, por ejemplo, se han encontrado hachas de cobre provenientes de lo que hoy es Michoacán, así como también machacadores de piedra y de papel amate originarios de la zona actual de Puebla. Por otra parte en Veracruz y Campeche se han hallado figurillas y cerámicas con todo el estilo maya de Comalcalco. San Claudio era un importante centro exportador de puntas de flecha hechas de pedernal las cuales eran comercializadas a muchas ciudades algunas tan lejanas como Nito en Guatemala y Naco en Honduras. Xonuta era un gran centro manufacturero de cerámica debido a la gran calidad del barro de la zona la mercancía era comercializada a muchas ciudades lejanas como Chactemal y Bakhalal en la costa del Caribe.
Los mayas también comercializaron productos naturales tales como: cacao, pimienta, diversas raíces, frutas, pescados y productos forestales.

## Música

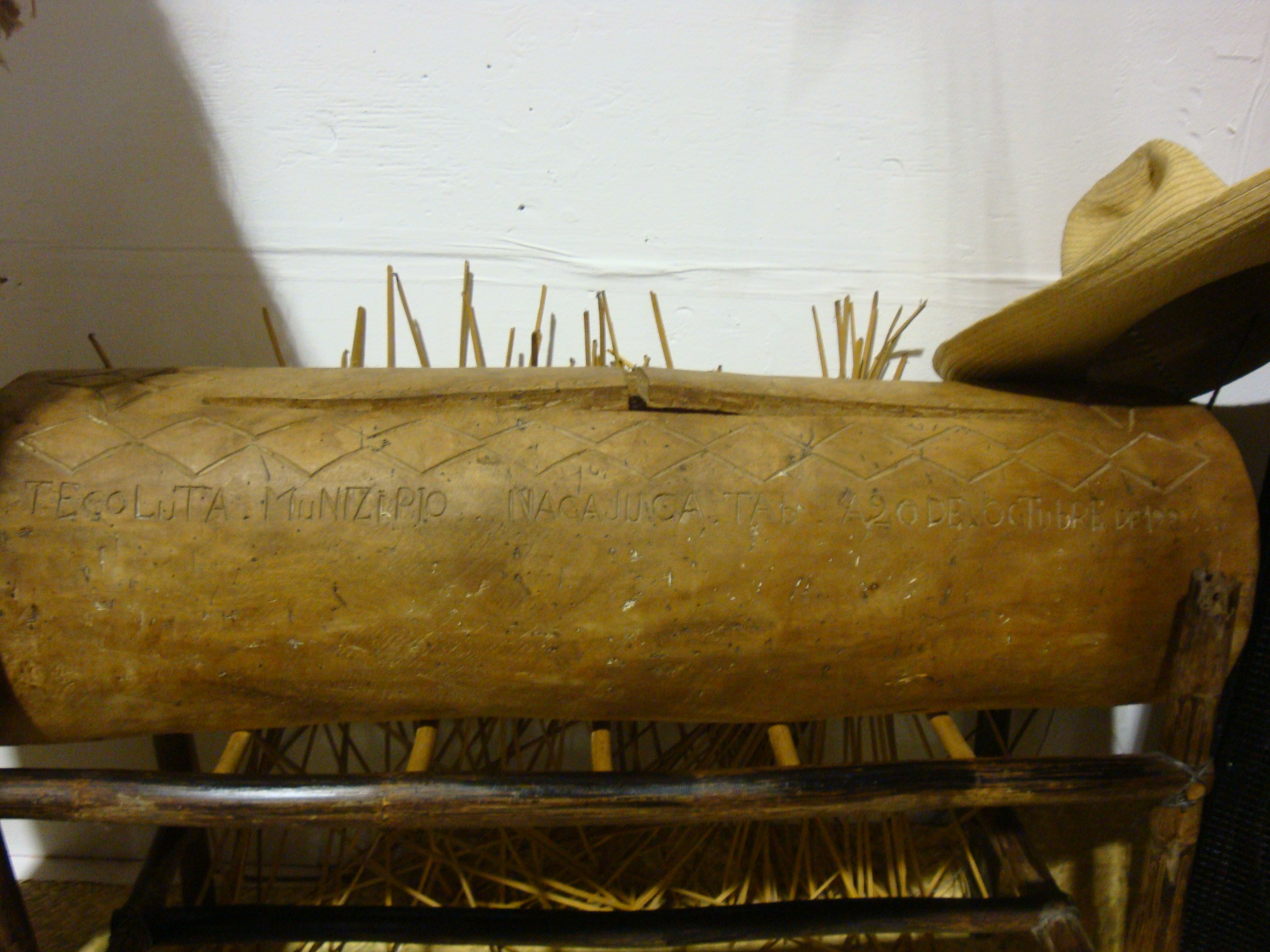
El Tunkul.

La música de los mayas de Tabasco se basaba en dos tipos de instrumentos: de viento (silbatos, flautas y caracoles) y de percusión (El tunkul tambores, caparazones de tortugas, sonajas hechas de semillas y conchas y bastones de madera). Los bastones de madera son huecos y tienen estrechos pasajes interiores que hacen sonar las semillas en su interior. No se conoció la música producida por instrumentos de cuerda. No se conocen muchos de los instrumentos hechos en madera que desaparecieron al paso del tiempo y la humedad.

### Principales instrumentos musicales maya chontales

#### Instrumentos de percusión
- El tunkul

Llamado así por los maya chontales, es un instrumento musical formado por un tronco ahuecado longitudinalmente, con dos lengüetas en la parte superior, una más corta que la otra, que al percutirse emiten diferentes sonidos. El tunkul se percute o golpea con una baqueta larga o provista de hule en un extremo que inmediatamente produce un sonido sordo y profundo. Esta pieza ancestral fue utilizada según algunos historiadores como instrumento de guerra por los maya chontales. En la actualidad, este instrumento musical solo se utiliza durante las celebraciones religiosas, especialmente durante la ceremonia de la danza del Baila Viejo.
- El tambor

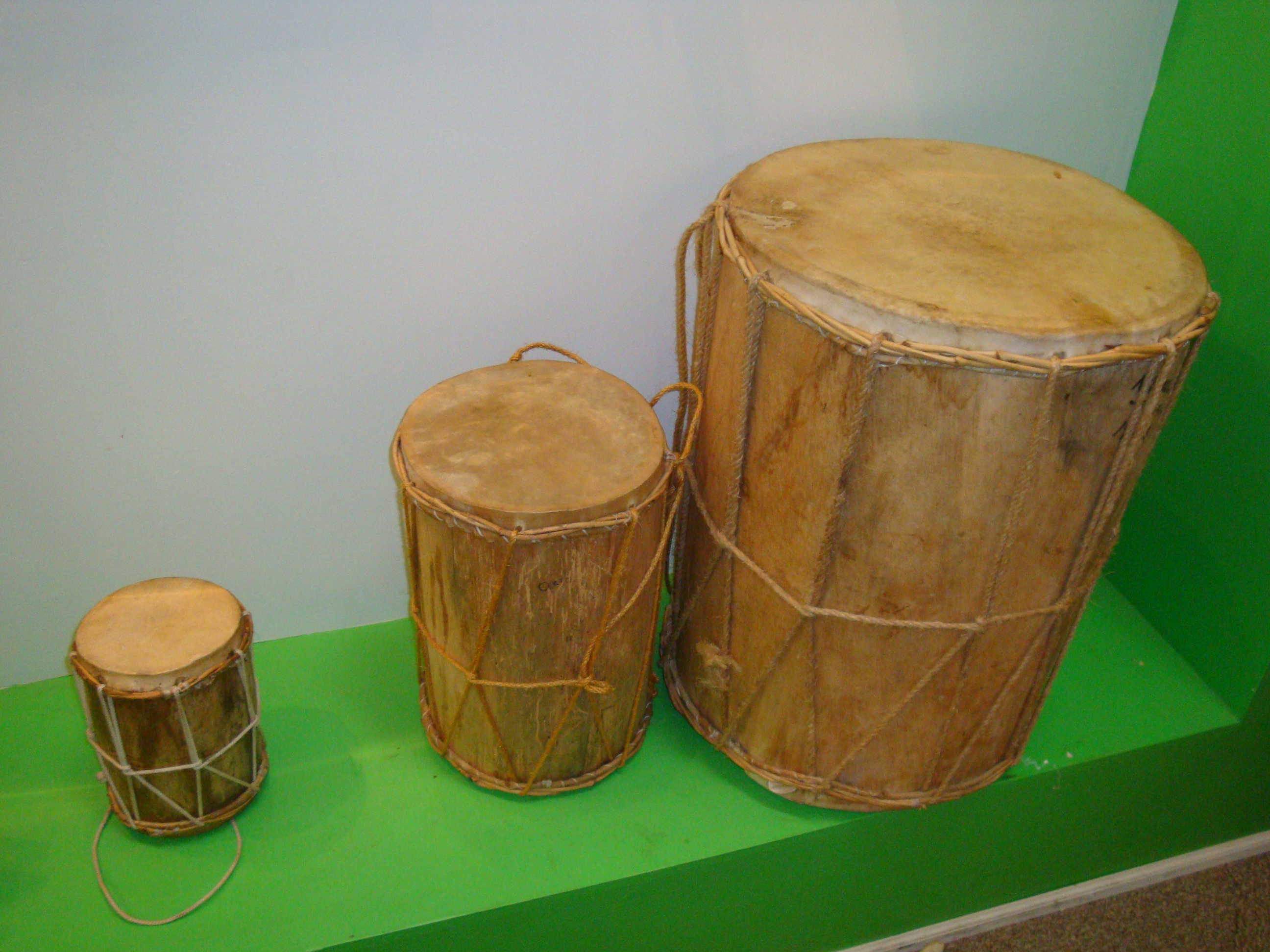
Los tambores mayas.

Los tambores se elaboran a base de troncos huecos (cedro, macuilis, piche, aguacate, mulato o palomillo), con base de cuero de venado en cada costado. Ese cuero se sujeta por medio de un bastidor que se ata con cuerdas, dispuestas en forma tal que permiten afinar el instrumento. Se clasifican en dos tipos: los mayores o "machos" y los menores también conocidos como "hembras".
- Las conchas de tortuga

Principalmente caparazones de hicotea, se golpean con un asta de venado y se utiliza para interpretar danzas.
- Las sonajas

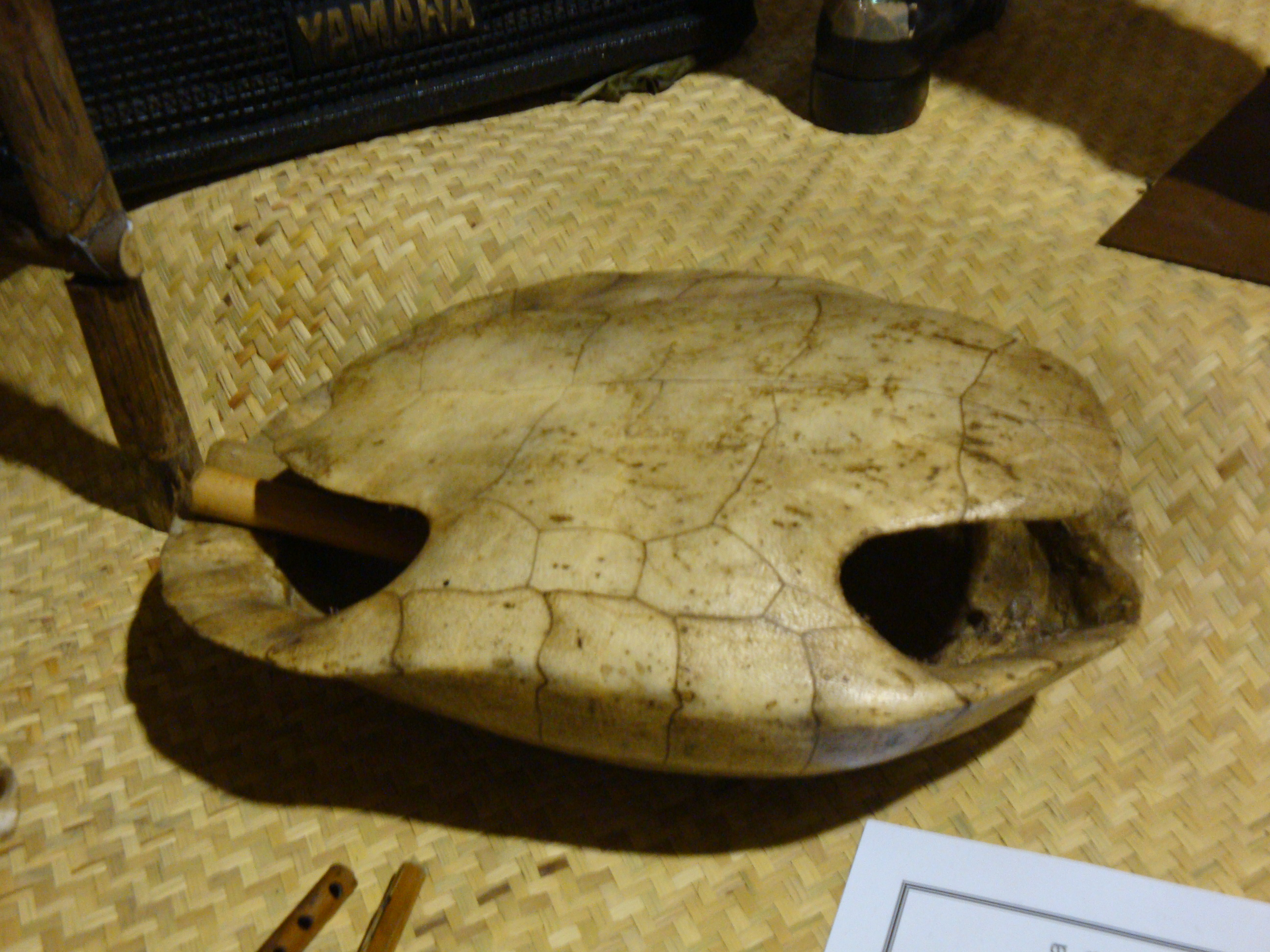
Caparazón de tortuga utilizado como instrumento musical por los maya chontales.

Son instrumentos hechos de calabazos, fijados a un palo con cera o goma de copal y relleno con sus propias semillas o con pequeñas piedras de río.
- Chinchines

Son "bushes" pequeños (frutos de planta rastrera cucurbitácea, que produce unos guajitos pequeñines y alargados, con pescuecillos rectos o curvos y un abultamiento ventrudo). También se le conoce como bumpo.

#### Instrumentos de viento
Los instrumentos llamados de "aliento" o de "viento", utilizados en la música tradicional tabasqueña son:
- Caracol marino

El que se usa aún en algunas melodías es el caracol marino, que en la antigüedad tenía la misión de anunciar los inicios de una guerra, para llamar a los habitantes del lugar a una reunión, etc. El sonido varía según el tamaño del caracol y la intensidad con que sopla quien lo toca.
- Flauta

Otro de los instrumentos más conocidos es la flauta que antiguamente se elaboraban de hueso, barro y carrizo.  Las de carrizo pueden ser de dos tipos. Las de boquilla de pluma, fijadas con cera o las de dulce o pico. Las diferencias de ambas es la cantidad de agujeros que poseen.

## Decadencia

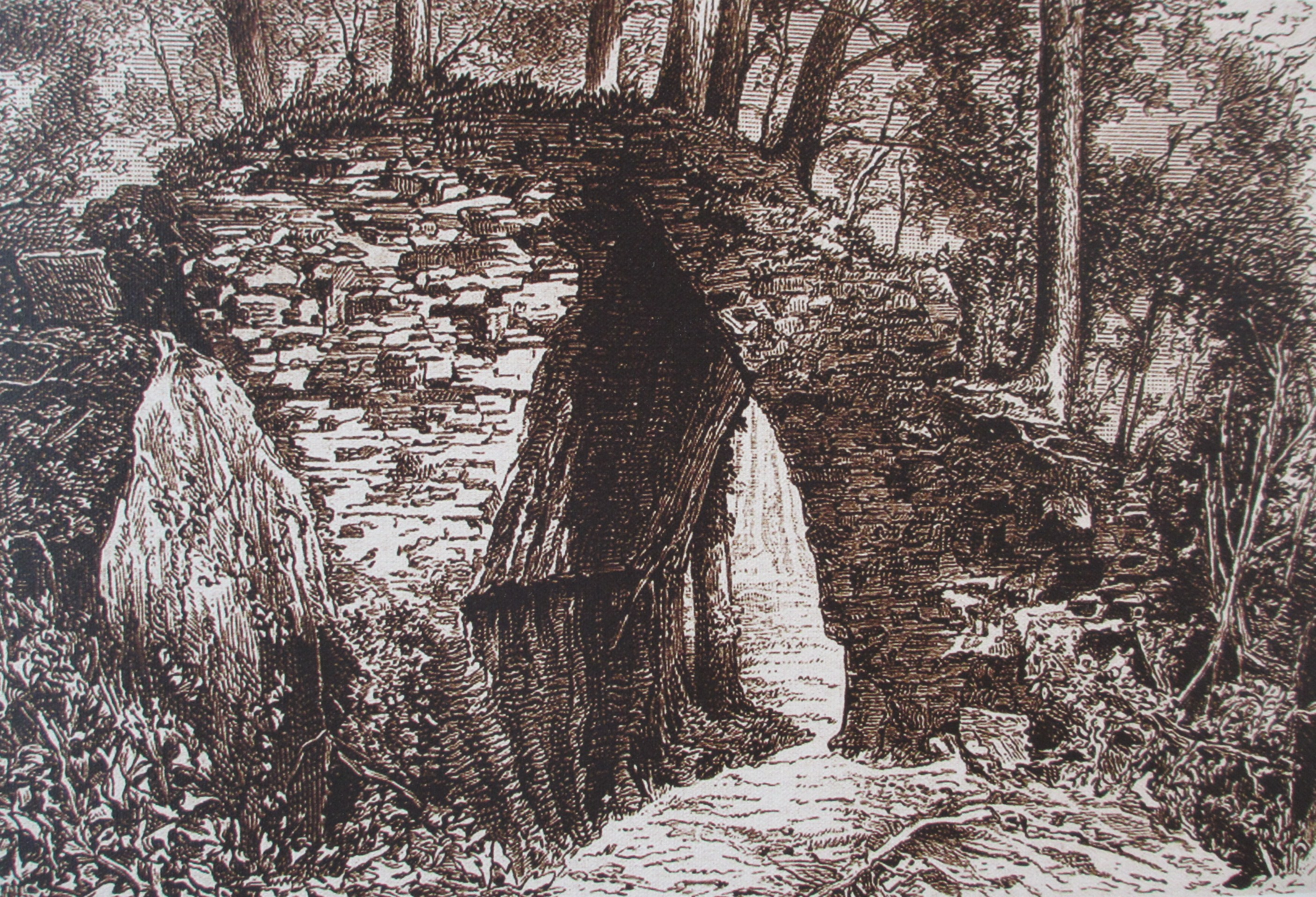
Comalcalco como la mayoría de las ciudades mayas en Tabasco, fue abandonada alrededor del año 900 d. C. tras el llamado colapso maya.

La decadencia y posterior abandono de las grandes ciudades mayas del Clásico, no solo en Tabasco, sino en toda el área maya, se dio en forma paulatina y ahora se cree que se debió a varios factores, entre los más importantes están: El desajuste climático que se sabe se dio en esa época y que debió provocar graves daños a la agricultura en toda la región, lo que pudo motivar diversos alzamientos de la población hambrienta y molesta, en contra de los gobernantes y sacerdotes, culpándolos del desastre alimentario.
Otro de los factores fue que al igual que en toda zona maya, en Tabasco se trataba de pequeñas ciudades-estado que se hallaban en guerra permanente unos con otros, emprendiendo campañas militares constantes, estableciendo alianzas estratégicas con la finalidad de extender sus dominios hacia otras zonas o que les significara poder defenderse de una mejor manera, todo esto, pudo ir desgastando y debilitando a las ciudades mayas establecidas en lo que hoy es Tabasco, y terminaron por ser abandonadas por sus habitantes alrededor del año 900 d. C., en lo que se conoce como el Colapso maya.
En el Postclásico, las ciudades y cacicazgos mayas de Tabasco, sufrieron una importante influencia de los pueblos Nahuatl quienes se establecieron en el territorio, formando estados independientes, con características culturales de ascendencia nahuatl, ocasionando que los pueblos maya absorbieran muchas de sus características y costumbres, contribuyendo así a un nuevo florecimiento de los pueblos mayas, como el caso de los putunes o también conocidos como maya chontales. Sin embargo, al ser pueblos de culturas muy distintas ocasionó que continuaran los enfrentamientos, lo que después de varios años, terminó por debilitar a los pueblos mayas quienes sucumbieron ante el poderío del armamento de los conquistadores españoles.

### Guerras

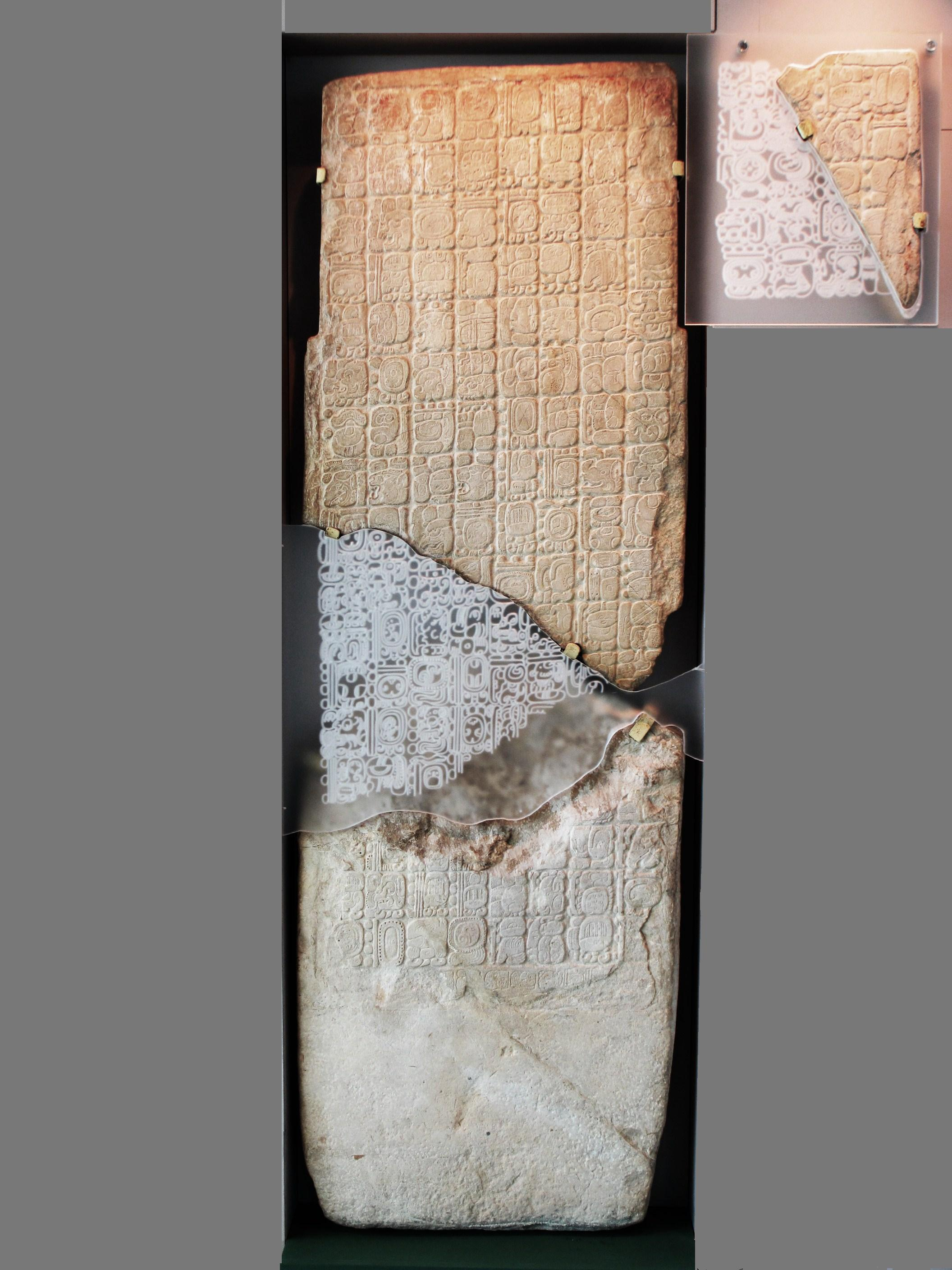
Estela 6 de Tortuguero o también llamada "Estela del tiempo".

Las guerras fueron una constante entre las diferentes ciudades mayas. Las guerras mayas fueron motivadas por factores económicos y de recursos. Las alianzas entre las diversas ciudades-estados, la codicia por poseer el control de un paso comercial estratégico y las necesidades propias derivadas de mantener a las clases gobernantes, fueron algunas de las causas que originaron las constantes guerras entre los distintos señoríos mayas.
Los ríos de la planicie tabasqueña se convirtieron en importantes vías de comunicación para el traslado de mercancías y de personas, por lo que las ciudades mayas más importantes ubicadas en Tabasco, se localizaban en las orillas de los ríos. Es así que Comalcalco se construyó en la margen derecha del río Mezcalapa (hoy río Seco) cuando este desaguaba en la barra de Dos Bocas; Tortuguero, se encontraba cerca del río Puxcatán; las ciudades de Moral Reforma, Santa Elena y Tiradero se localizaban a orilla del río San Pedro Mártir; mientras que Pomoná, Panhalé y Tierra Blanca estaban junto al río Usumacinta.
La ubicación estratégica de las ciudades mayas de Tabasco, como puntos de control y vigilancia de los ríos, trajo como consecuencia una disputa de las potencias mayas ubicadas en las sierras del sur por dominarlas para controlar los pasos comerciales. En diversas ocasiones, el eje Calakmul-Piedras Negras, disputó con Palenque, el dominio sobre las ciudades mayas tabasqueñas.
Las ciudades mayas de Comalcalco, Torguero, Palenque, Pomoná, e incluso Moral Reforma, tuvieron relaciones no solo políticas sino también bélicas. Tanto Joy Chan (Comalcalco) como Lakam Ha (Palenque), aparecen mencionados en el Monumento VI, encontrado en Pomoná, y en la Estela IV, de Moral Reforma, revelando que las ciudades sufrieron batallas sangrientas entre sí, mientras que la Estela VI de Tortuguero, menciona que Comalcalco (Joy Chan) y Tortuguero (Baakul) tuvieron una batalla que resultó en un baño de sangre con montañas de cuerpos apilados.

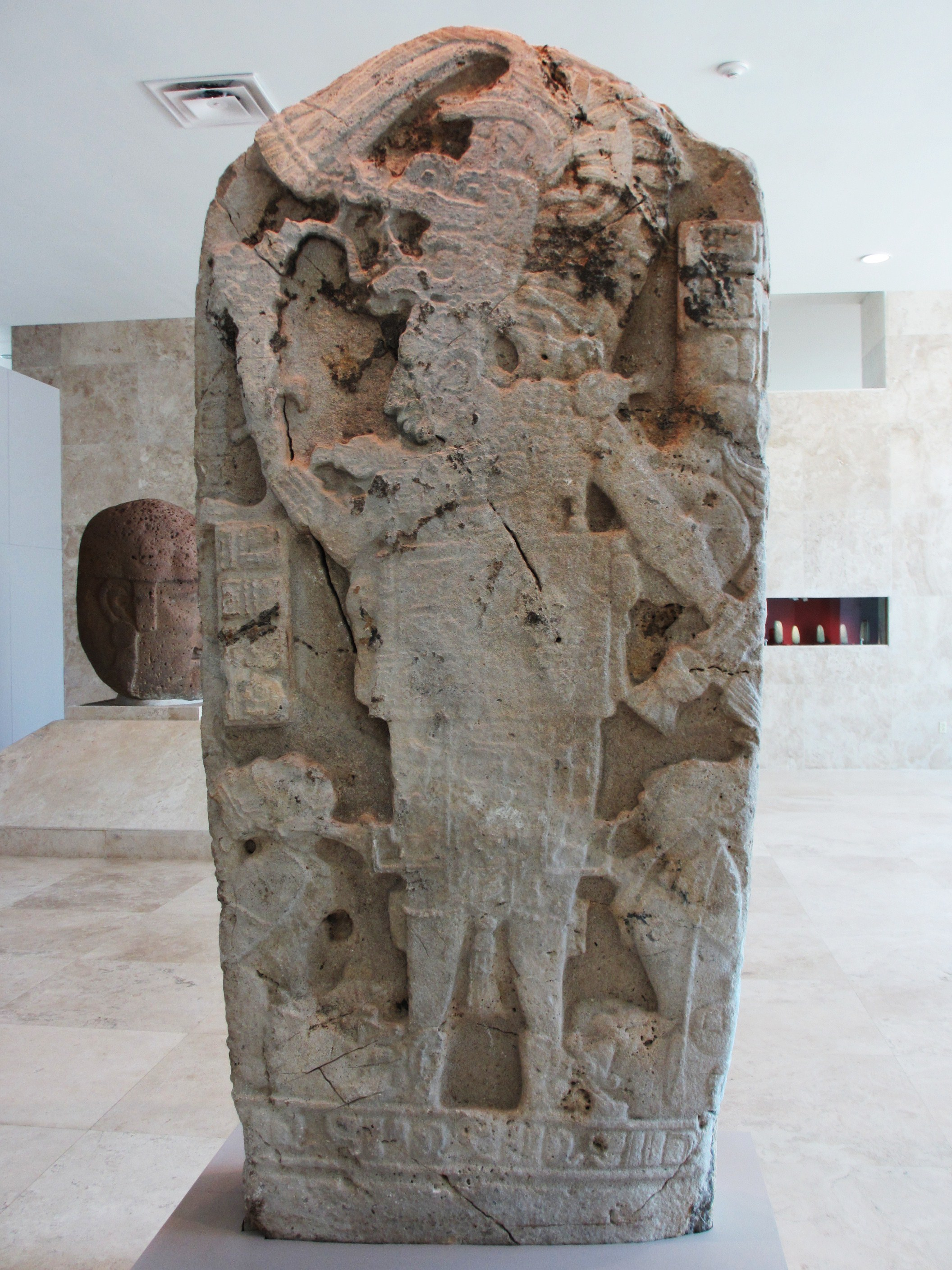
Estela 1 de Moral Reforma en donde se aprecia al señor de Moral Reforma Wo CHAN-na K'AWIIL con dos prisioneros a sus pies.

#### Guerra Tortuguero - Comalcalco
Palenque intentó controlar el comercio por el río Mezcalapa y el golfo de México, aliándose con Tortuguero gobernado por Ahpo Bahlum, quien tenía lazos sanguíneos con la dinastía palencana, para conquistar Comalcalco. De esta forma, Tortuguero atacó Comalcalco, sometiéndo a la ciudad y así extendió los dominios de Palenque hasta el occidente.
Sin embargo, ante el ascenso de Balam Ajaw al gobierno de Tortuguero en el año 644, las relaciones con Palenque se deterioraron, al grado que Tortuguero decidió atacar varias ciudades aliadas de Palenque. La Estela 6 de Tortuguero, actualmente en el Museo Regional de Antropología Carlos Pellicer, habla del Señor de Tortuguero, cuyo nombre era Balam Ajaw, hizo diferentes guerras durante su reinado, en junio de 644 d. C. atacó a la población de Oxtekuh y el 21 de diciembre de 649 d. C. atacó Comalcalco, apresando y sacrificándo al Señor de Comalcalco llamado Uhx Ballam, "el Sagrado Señor de Joy Chan"; la estela deja ver que fue un baño de sangre; a partir de entonces, Comalcalco (cuyo nombre originalmente era Joy Chan) quedó sujeta a la esfera política de Tortuguero. El principal motivo de esta guerra, fue que la ciudad de Comalcalco era un sitio costero estratégico, y que había una enemistad entre Balam Ajaw con el señorío de Palenque.

#### Guerras por el Oriente de Tabasco
La lucha por el oriente de Tabasco originó guerras sangrientas entre el eje Calakmul-Piedras Negras y Palenque, por el control de las ciudades de Moral Reforma, Pomoná, Santa Elena, Tiradero, Tierra Blanca y Panhalé, con la finalidad de controlar el comercio y tránsito de personas por los ríos San Pedro Mártir y Usumacinta y asegurarse el abastecimiento de mercancías.

##### Guerra Palenque - Santa Elena
En el verano del año 659 Pakal dirigió su ejército hacia la zona del Bajo Usumacinta, atravesando los señoríos de Pomoná y Piedras Negras, para luego llegar hasta las riberas del río San Pedro, donde atacó la ciudad de Santa Elena, capital del señorío de Wak’aab’-[h]a’. Durante esa guerra fueron capturados el señor Nu’n U Jol Chaahk, máximo gobernante de Santa Elena; los señores Sakjaal Itzamnaaj y Ahiin Chan Ahk, dignatarios pertenecientes al señorío de Pomoná; un noble de la localidad de K’in-[h]a’, dependiente del señorío de Piedras Negras; y los gobernantes locales de Yaxkab’ y B’atuun, poblaciones de ubicación y afiliación política inciertas. El registro de otros cinco prisioneros de Santa Elena en los textos de la fachada oeste de la Casa C del Palacio de Palenque, indica que la dinastía de Santa Elena fue castigada duramente, imponiendo Pakal a un nuevo grupo dirigente, enteramente leal y sometido a los designios del señorío de B’aakal.
En febrero de 662 d. C. Piedras Negras ataca Santa Elena y otro sitio cuyo nombre no es legible pero se cree que pudo haber sido Pomoná.
La ciudad de Moral Reforma también se vio envuelta en constantes guerras. Se sabe que hubo luchas no solo por Moral Reforma, sino por una región más amplia del oriente de Tabasco. Las disputas entre Palenque y el eje Calakmul-Piedras Negras por las ciudades del oriente de Tabasco mantuvo la zona en una lucha constante entre las ciudades mayas. 

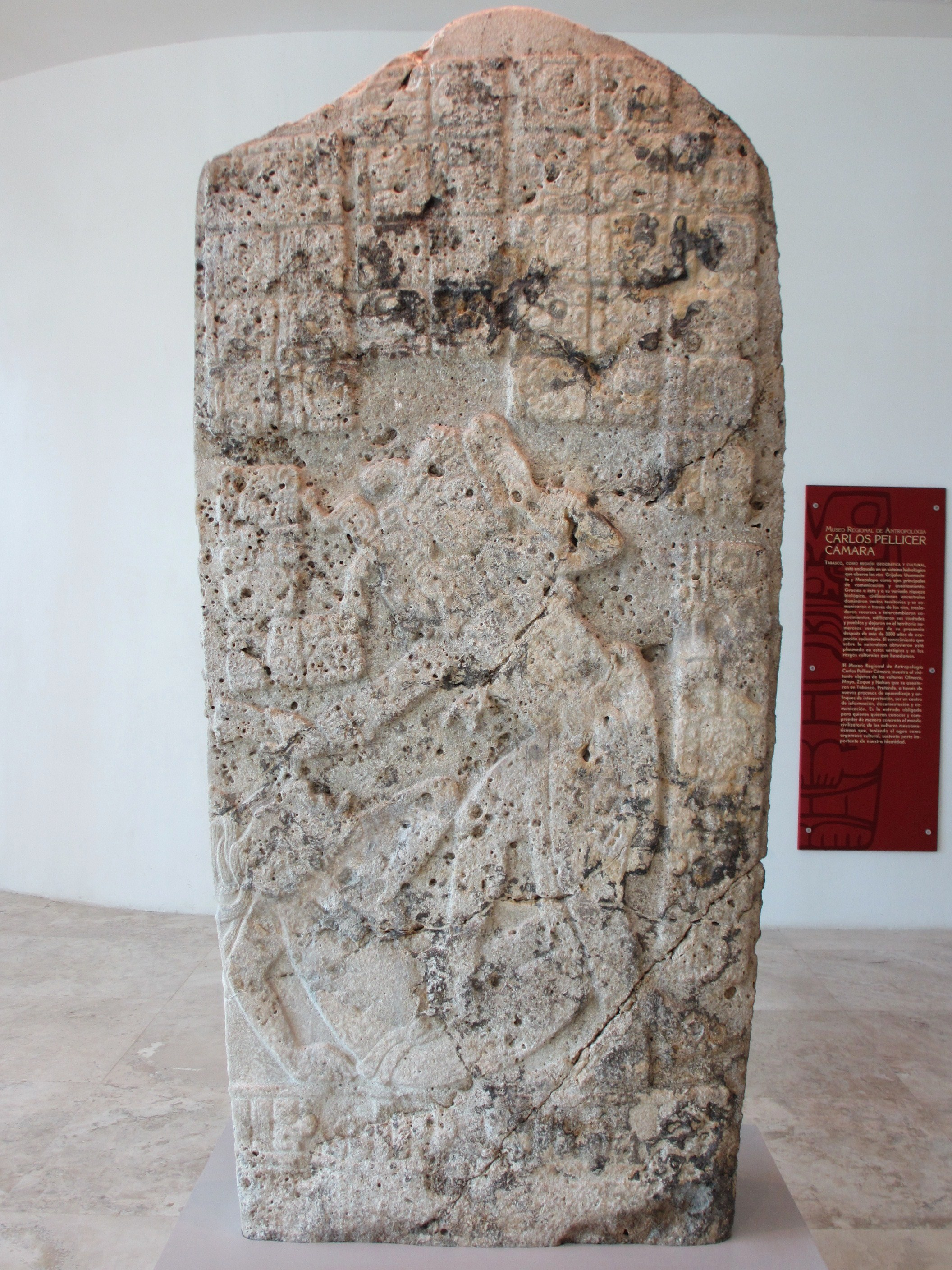
Cara posterior de la Estela 1 de Moral Reforma en donde aparece el gobernante Wo CHAN-na K'AWIIL a punto de degollar a un prisionero.

##### Dominio de Calakmul
En el año 662 Calakmul somete a Moral Reforma y la hace dependiente de su señorío hasta el 690. La Estela 4  de Moral Reforma relata el sometimiento del rey de Moral Reforma a Calakmul. En la misma Estela 4 de Moral Reforma, se puede ver donde el señor Muwaan Jol ("Cráneo de Halcón") que es el gobernante del sitio, obtiene dos victorias militares, una en el 687 y otra en el 689, donde apresa a cautivos. Los personajes capturados tienen atadas las manos y están en sumisión.

##### Dominio de Palenque
En el año 690 y ante el debilitamiento de Calakmul, se hace una alianza estratégica entre Moral Reforma y el señorío de Palenque, al hacerse  aliados "Cráneo de Halcón" y el Señor Kan B’ahlam II de Palenque o Serpiente Jaguar, lo que le permitió a Palenque extender sus influencia en las ciudades del oriente de Tabasco.
En una representación visual contenida en la Estela 1 de Moral Reforma, que data del año 756, aparece un gobernante cuyo nombre no es legible, y que sería aliado o subordinado al rey de Moral-Reforma, y se le ve golpeando a varios prisioneros lo que refleja las numerosas guerras contra las ciudades vecinas de Calakmul, Piedras Negras, Palenque y hasta con la lejana Tikal.
La ciudad de Pomoná (Pakbul), fue sometida por Palenque (Lacam Ha) y en 790 d. C. tuvo una guerra en contra de Piedras Negras, en la cual Pomoná fue derrotado.
El paulatino debilitamiento de la influencia de las "superpotencias" Palenque y Calakmul, proceso que comenzó antes del colapso maya del siglo IX, motivó que las rivalidades locales fueran constantes y probablemente se intensificaran ante la ausencia de las alianzas de mayor envergadura que se habían dado en épocas anteriores.

#### Guerra Potonchán - Xicalango
En el posclásico, los maya-chontales que dominaban un territorio que abarcaba desde el río Cupilco en Tabasco hasta Champotón en Campeche y con el tiempo llegaron a dominar regiones lejanas como Chactemal en Quintana Roo, sostuvieron constantes guerras con sus vecinos nahuatl de Ahualulco, Cimatán y Xicalango cuyas provincias se encontraban enclavadas dentro del territorio maya. Una de esa grandes batallas fue la que sostuvieron los mayas de Potonchán contra los nahuatl de Xicalango en disputa por las constantes incursiones que estos últimos hacían en territorio de Potonchán, y que derivó en una sangrienta batalla alrededor del año 1512 en la que Potonchán con un ejército de 20 mil hombres, resultó vencedor.
En tributo los de Xicalango obsequiaron a Tabscoob, cacique de Potonchán varias mujeres entre ellas la célebre Malintzin la cual será regalada a Cortés después de que éste derrotara a los maya-chontales en la Batalla de Centla el 14 de marzo de 1519.

## Los mayas de Tabasco en la actualidad
Los mayas no han desaparecido de Tabasco, de hecho, siguen muy presentes. Conocidos principalmente como "Chontales" o  "Yokot'an" constituyen la minoría étnica más importante y numeroso del estado, con 38 mil 334 habitantes asentados principalmente en los municipios de Nacajuca, Macuspana, Centro, Jonuta, Tacotalpa y Jalpa de Méndez.
El término chontal es un vocablo nahuatl que significa "extranjero", y fue el nombre puesto por las tribus nahuatl a los maya Putunes que habitaban las tierras tabasqueñas, por considerarlos extraños a su cultura. sin embargo ellos se llaman a sí mismos Yokot'an o Yokot'anob que significa "Hablantes de la lengua verdadera".
En la actualidad, las actividades principales de los maya chontales son la agricultura, la recolección, la caza y la pesca, que son complementadas con los ingresos de los jóvenes chontales que se emplean en los trabajos derivados de la explotación petrolera, el comercio u otras empresas de manufactura.
Dentro de las actividades tradicionales que este grupo realiza, destacan las artesanías, en donde hacen verdaderas obras de arte que van desde objetos con palma tejida, figuras y flores de "joloche", figuras de barro, cojines y figuras elaboradas con fibra de jacinto, hasta las tradicionales jícaras labradas, y las famosas tiras bordadas las cuales son pieza imprescindible de los trajes regionales tabasqueños.
Los chontales de Tabasco mantienen vivas sus tradiciones a través de las danzas típicas que son ancestrales y que todavía aún se practican y que le dan identidad cultural a Tabasco. danzas como: "Baila viejo", "El caballito blanco", "David contra Goliat", "El caballo y el gigante", "Los pájaros" y otras más forman parte importante de la cultura tabasqueña.